# Montañas Transantárticas
Las montañas Transantárticas —en ocasiones cordillera Transantártica— es una larga cadena montañosa ubicada en la Antártida que atraviesa gran parte del continente de lado a lado, desde el cabo Adare en la Tierra de Victoria hasta la Tierra de Coats, ya en el mar de Weddell. Separa, de un lado, la Antártida Oriental y, del otro, la Antártida occidental y la costa oeste del mar de Ross. Está entrecortada por numerosos glaciares alimentados por el indlandsis de la Antártida Oriental que se expande desde la meseta antártica. Culmina a 4528 m sobre el nivel del mar en el monte Kirkpatrick y tiene veinte picos de al menos 4000 m de altitud. Comprende varios grupos de montaña continuos pero con distintos nombres, que van desde el oeste del mar de Ross y los lados occidentales y australes de la barrera de hielo de Ross; también las montañas Horlick, la cordillera Thiel, las montañas Pensacola, la cordillera Shackleton y las montañas Theron. A pesar del clima polar que reina en ella, el hielo no está presente en toda la cordillera, como en los valles secos de McMurdo donde las precipitaciones son escasas y la evaporación intensa en verano, aunque logran formarse brevemente ríos intermitentes salidos de los glaciares que se derriten; en invierno suele hacer demasiado frío para que caiga nieve, sobre todo en el sur y en altitudes elevadas, donde se acumula principalmente bajo el efecto del viento. Estas condiciones explican por qué la vida es escasa en la cordillera, concentrada principalmente en la costa del mar de Ross donde viven focas y aves, especialmente pingüinos. La cadena es una de las más antiguas de la Tierra, data del Cámbrico y es el resultado de una asociación entre rift y subducción, alternando períodos de vulcanismo, de metamorfismo y de erosión-sedimentación. El relieve actual se debe a una levantamiento que alcanzó su paroxismo en el Eoceno, pero cuyo origen aún no se comprende bien.
Después de su descubrimiento en 1841 por James Clark Ross desde el mar, las montañas Transantárticas constituían a principios del siglo XX una barrera para los exploradores de la época heroica, como Robert Falcon Scott, Ernest Shackleton y Roald Amundsen, que buscaban alcanzar el polo sur, primero magnético luego geográfico, finalmente alcanzados en 1909 y 1911. Las expediciones que lideraron llevaron a cabo en paralelo los primeros trabajos cartográficos y estudios de la cordillera. A partir de 1928, con Richard Byrd, los estadounidenses se interesaron por el continente utilizando medios que aumentaron hasta el final de la Segunda Guerra Mundial, incluyendo aviones y medios de comunicación de larga distancia. El conocimiento de la cordillera se vuelve más preciso, se completa gradualmente su levantamiento topográfico y la investigación científica fue aumentando. En previsión del Año Geofísico Internacional de 1957-1958, se construyeron bases antárticas permanentes, especialmente en la isla de Ross. Nueva Zelanda jugó un papel importante en la exploración de la cordillera. Se ascendieron picos importantes desde la década de 1960. Sin embargo, los medios se destinaron principalmente al trabajo científico y la cordillera Transantártica siguió siendo de difícil acceso, tanto por mar como por aire, por lo que el alpinismo continuó estando muy poco desarrollado y el medio ambiente en general se ha preservado, con la existencia un área administrada especial en los valles secos de McMurdo y de una veintena de áreas especialmente protegidas. Además, los sitios y monumentos históricos preservan la memoria de la exploración a lo largo de la cordillera.

## Toponimia

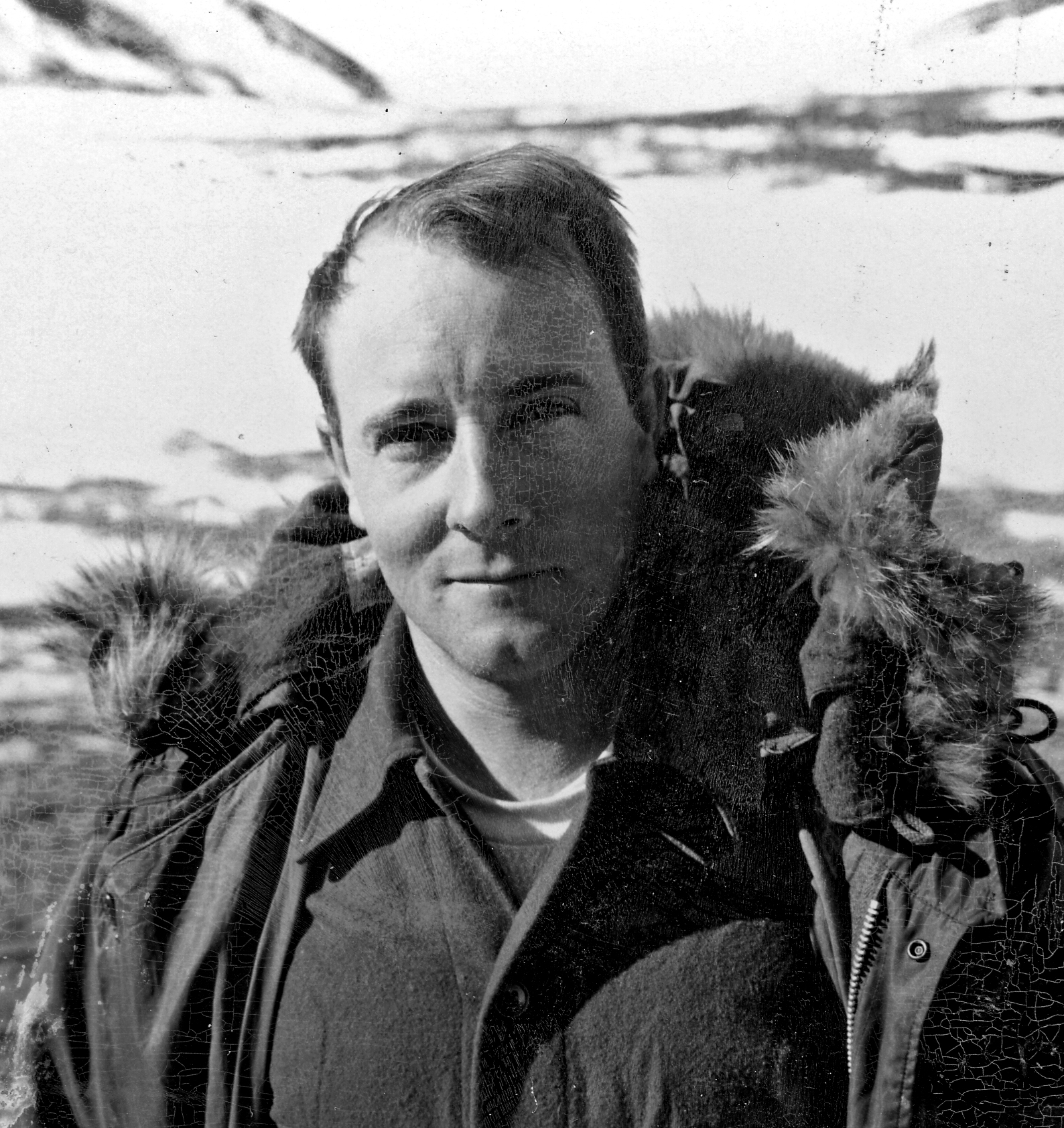
Retrato fotográfico de Warren B. Hamilton en la Antártida (1958), quien puso nombre a la cordillera

La denominación «montañas Transantárticas» (en inglés: Transantarctic Mountains) fue utilizado por primera vez en 1960 por el geólogo estadounidense Warren B. Hamilton. Fue recomendado en 1962 por el «Comité Consultivo sobre Nomenclatura Antártica» (Advisory Committee on Antarctic Names), un organismo estadounidense para los nombres geográficos antárticos. Esa apelación, puramente descriptiva en contraste con muchos otros nombres geográficos del séptimo continente, es ahora aceptada internacionalmente.

## Geografía

### Situación
Las montañas Transantárticas se extiende con forma de sigmoide intermedia entre una «S» y una S larga «∫» sobre la mayor parte de la Antártida de la tierra de Oates, aproximadamente 69° 15' de latitud sur en la tierra de Victoria septentrional, hasta la tierra de la Reina Isabel, en la costa austral del mar de Weddell. Con una longitud total de alrededor de 3200 km, es una de las cadenas montañosas más largas de la Tierra. Discurre en dos tercios de su longitud siguiendo toda la costa occidental del mar de Ross, cuya parte meridional está ocupada por la barrera de hielo del mismo nombre y separa en el tercio restante la Antártida Oriental de la Antártida Occidental. Limita en sus vertientes occidental y meridional con la meseta antártica y se acerca al polo sur a menos de 300 km, aproximadamente a 87° 30' de latitud sur.
Aunque han estado en suspenso desde el Tratado Antártico en 1959, cinco países han realizado reinvindicaciones territoriales sobre la cadena: Australia (Territorio Antártico Australiano), Nueva Zelanda (Dependencia Ross), Chile (Territorio Antártico Chileno), Reino Unido (Territorio Antártico Británico) y Argentina (Antártida Argentina). La parte de la cadena que se encuentra en la tierra de Marie Byrd permanece sin reclamar.

### Topografía

#### Geomorfología
Desde la punta de la Tierra de Victoria hasta la cordillera Wisconsin de las montañas Horlick, la cordillera Transantártica forma una barrera continua de entre 40 a 400 km de anchura que sigue en paaralelo a la costa del mar de Ross. Su mayor anchura se encuentra entre la península de Adare y la cordillera USARP, en la tierra de Victoria septentrional. Se estrecha en muchos lugares, especialmente en la cordillera Prince Albert, en la cordillera Cook y en la cordillera Duncan. Solo está intercalada por glaciares que fluyen desde el indlandsis de la Antártida Oriental hacia el mar de Ross. Así, el glaciar Priestley separa la tierra de Victoria septentrional de su parte meridional; el glaciar Byrd, separa esta última de la cordillera Transantártica central; el glaciar Beardmore, separa esta última de la cordillera de la Reina Maud; y el glaciar Reedy separa esta última de las montañas Horlick.
Más allá de la cordillera Wisconsin, la cordillera Transantártica es discontinua: las montañas Horlick terminan con la cadena Ohio, luego están la cordillera Thiel, las montañas Pensacola y la cordillera Argentina, estas dos últimas, separadas por el glaciar Support Force.
En los cuatro grupos mayores de macizos, desde la tierra de Victoria hasta la cordillera de la Reina Maud, hay picos que superan los 4000 m de altitud. El más alto, el monte Kirkpatrick, se eleva a 4528 m. Más allá de la cordillera de la Reina Maud, la altitud disminuye gradualmente. Y desde las montañas Horlick hasta la cordillera Argentina, y también detrás de la parte principal de la cordillera Transantártica, muchos de los picos emergen de la capa de hielo en forma de nunataks.

#### Subdivisiones
La cordillera Transantártica se divide en grupos y en macizos:
| Subdivisión de 1.er nivel                                  | Subdivisión de 2.º nivel               | Subdivisión de 3.er nivel | Punto culminante      | Altitud (m) | Mapa topográfico (según el USGS) |
| ---------------------------------------------------------- | -------------------------------------- | --- | --------------------- | ----------- | -------------------------------- |
| Tierra de Victoria septentrional                           | Montañas USARP                         | Colinas Wilson, cordillera Daniels, picos Emlen, nunataks Outback, colinas Helliwell, cordillera Morozumi, nunataks Monument, colinas Sequence | Big Brother Bluff     | 2840        |                                  |
| Tierra de Victoria septentrional                           | Montañas Bowers                        | Cordillera de los Exploradores, cordillera Posey, cordillera Lanterman, macizo Molar | Monte Marwick         | 2590        |                                  |
| Tierra de Victoria septentrional                           | Montañas Freyberg                      | Cordillera Alamein, cordillera Salamander, Alturas Gallipoli | Monte Camelot         | 2590        |                                  |
| Tierra de Victoria septentrional                           | Montañas ANARE                         | | Pico Drabek           | 2090        |                                  |
| Tierra de Victoria septentrional                           | Montañas Concord                       | Cordillera Everett, cordillera Mirabito, cordillera King, macizo Leitch, cordillera Quartzite occidental, cordillera Quartzite oriental | Pico Thomson          | 2350        |                                  |
| Tierra de Victoria septentrional                           | Montañas del Almirantazgo              | Alturas Robinson, cordillera Homerun, cordillera Lyttleton, cordillera Dunedin, cordillera Dubridge, cordillera McGregor, península Adare, península Hallett | Monte Minto           | 4163        |                                  |
| Tierra de Victoria septentrional                           | Montañas Victoria                      | Cordillera Millen, cordillera de los Cartógrafos, cordillera Barker, picos Lawrence, península Daniell, île Coulman | Monte Riddolls        | 3295        |                                  |
| Tierra de Victoria septentrional                           | Montañas Southern Cross                | colinas Caudal, colinas Lichen, cordillera Mesa, cordillera Deep Freeze, cordillera Arrowhead, cordillera del Montagnard, Northern Foothills | Monte Hewson          | 3720        |                                  |
| Tierra de Victoria meridional (Príncipe Alberto y McMurdo) | Montañas del Príncipe Alberto          | Cordillera Eisenhower | Pico Timber           | 3070        |                                  |
| Tierra de Victoria meridional (Príncipe Alberto y McMurdo) | Cordillera Kirkwood                    | | Monte Endeavour       | 1810        |                                  |
| Tierra de Victoria meridional (Príncipe Alberto y McMurdo) | Cordillera Convoy                      | colinas de Allan, colinas de Coombs | Monte Brooke          | 2675        |                                  |
| Tierra de Victoria meridional (Príncipe Alberto y McMurdo) | Zona de los valles secos de McMurdo    | Cordillera Clare, cordillera Gonville y Caius, cordillera Willett, cordillera St Johns, cordillera Olympus, cordillera Asgard, colinas Kukri | Shapeless Mountain    | 2739        |                                  |
| Tierra de Victoria meridional (Príncipe Alberto y McMurdo) | Archipiélago de Ross y península Brown | Isla Beaufort, isla de Ross, isla Black, isla White | Monte Erebus          | 3794        |                                  |
| Tierra de Victoria meridional (Príncipe Alberto y McMurdo) | Montañas Quartermain                   | Montañas Lashly | Monte Feather         | 2985        |                                  |
| Tierra de Victoria meridional (Príncipe Alberto y McMurdo) | Cordillera de la Royal Society         | | Monte Lister          | 4025        |                                  |
| Tierra de Victoria meridional (Príncipe Alberto y McMurdo) | Cordillera Warren                      | | Monte Guyon           | 2541        |                                  |
| Tierra de Victoria meridional (Príncipe Alberto y McMurdo) | Cordillera Boomerang                   | | Pico Alligator        |             |                                  |
| Tierra de Victoria meridional (Príncipe Alberto y McMurdo) | Cordillera Worcester                   | | Monte Harmsworth      | 2765        |                                  |
| Tierra de Victoria meridional (Príncipe Alberto y McMurdo) | Montañas Cook                          | Aristas Finger, cordillera Conway, colinas Brown | Monte Longhurst       | 2846        |                                  |
| Tierra de Victoria meridional (Príncipe Alberto y McMurdo) | Montañas Darwin                        | colinas Meteorite | Monte Ellis           | 2330        |                                  |
| Tierra de Victoria meridional (Príncipe Alberto y McMurdo) | Cordillera Britannia                   | | Monte McClintock      | 3492        |                                  |
| Cordillera Transantártica central                          | Cordillera Churchill                   | Colinas Darley, nunataks Lonewolf, nunataks Wallabies, nunataks All-Blacks, nunataks Wilhoite, nunataks Mizar, cordillera de los Arpenteurs, cordillera Swithinbank, cordillera Nash, cordillera de los Geólogos, cordillera Holyoake, cordillera Cobham, nunataks Chappell | Hunt Mountain         | 3239        |                                  |
| Cordillera Transantártica central                          | Cordillera de la Reine-Elizabeth       | Colinas Campbell, colinas Taylor, cordillera Frigate, cordillera Holland, montes Moore | Monte Markham         | 4351        |                                  |
| Cordillera Transantártica central                          | Cordillera Miller                      | | Dôme Martin           | 2680        |                                  |
| Cordillera Transantártica central                          | Cordillera Reina Alexandra             | Alturas Morris, colinas MacAlpine, colinas Colbert, montes Adams, montes Marshall, isla Buckley | Monte Kirkpatrick     | 4528        |                                  |
| Cordillera de la Reina Maud                                | Cordillera Commonwealth                | Cordillera Separation | Flat Top              | 4000        |                                  |
| Cordillera de la Reina Maud                                | Cordillera Hughes                      | | Monte Kaplan          | 4230        |                                  |
| Cordillera de la Reina Maud                                | Cordillera Dominion                    | | Monte Mills           | 2954        |                                  |
| Cordillera de la Reina Maud                                | Cordillera Supporters                  | | Monte White           | 3470        |                                  |
| Cordillera de la Reina Maud                                | Montañas Grosvenor                     | macizo Otway | Pico Mom              | 3260        |                                  |
| Cordillera de la Reina Maud                                | Montañas Barton                        | | Monte Usher           | 3648        |                                  |
| Cordillera de la Reina Maud                                | Montes Bush                            | Anderson Heights | Dôme Husky            | 3581        |                                  |
| Cordillera de la Reina Maud                                | Montañas del Príncipe Olaf             | Picos Cathedral, colinas Gabbro, cordillera Lillie, Seabee Heights, colinas Cumulus, macizo Roberts | Monte Wade            | 4084        |                                  |
| Cordillera de la Reina Maud                                | Montañas Duncan                        | | Monte Schevill        | 1997        |                                  |
| Cordillera de la Reina Maud                                | Cordillera Herbert                     | | Monte Fridtjof Nansen | 4069        |                                  |
| Cordillera de la Reina Maud                                | Cordillera Quarles                     | | Monte Ruth Gade       | 3513        |                                  |
| Cordillera de la Reina Maud                                | Meseta Rawson                          | | Monte Alice Gade      | 3410        |                                  |
| Cordillera de la Reina Maud                                | Montañas Hays                          | Picos Medina, colinas Karo, meseta Nilsen, montes Rawson | No nombrado           | 3940        |                                  |
| Cordillera de la Reina Maud                                | Montañas Tapley                        | | Butte Evans           | 2570        |                                  |
| Cordillera de la Reina Maud                                | Montañas Gothic                        | Picos Organ Pipe | Monte Zanuck          | 2526        |                                  |
| Cordillera de la Reina Maud                                | Cordillera de Harold Byrd              | Nunataks Fallone, chaîne Bender, picos Berry | Monte Mahan           | 1260        |                                  |
| Cordillera de la Reina Maud                                | Escarpe Watson                         | Meseta California, meseta Stanford, meseta Michigan, colinas Quartz, colinas Caloplaca | Pico Teller           | 3550        |                                  |
| Cordillera de la Reina Maud                                | Montañas La Gorce                      | Colinas Davis | Monte Paine           | 3330        |                                  |
| Montañas Horlick                                           | Cordillera Wisconsin                   | Nunataks Ford, nunataks Gierloff, Long Hills | Pico Faure            | 3941        |                                  |
| Montañas Horlick                                           | cordillera Ohio                        | | Monte Schopf          | 2990        |                                  |
| Montañas extremo-orientales                                | Cordillera Thiel                       | Macizo Ford, colinas Stewart | Cima Anderson         | 2812        |                                  |
| Montañas extremo-orientales                                | Montañas Pensacola                     | Escarpe Pecora, cordillera Patuxent, nunataks Rambo, cordillera Neptune, colinas Williams, colinas Schmidt, cordillera Forrestal, picos Cordiner, macizo Dufek | Pico England          | 2150        |                                  |
| Montañas extremo-orientales                                | Cordillera Argentina                   | Colinas Schneider, colinas Panzarini | Monte Spann           | 925         |                                  |

#### Principales cimas
Hay veinte picos de al menos 4000 m de altitud en la cadena Transantártica y también hay diecisiete picos ultraprominentes:

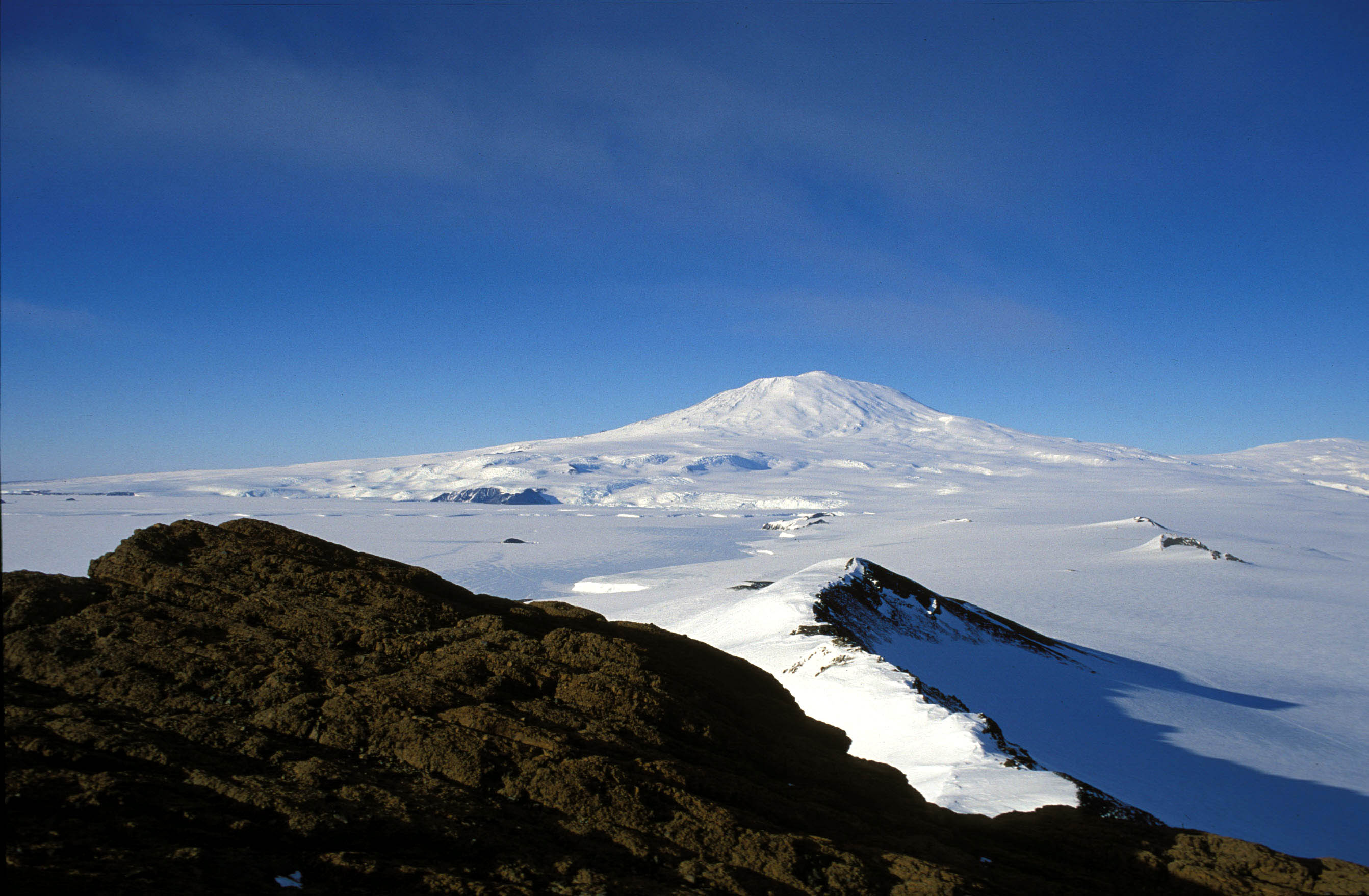
Vista del monte Erebus, el pico más prominente de la cadena, en la isla de Ross, visto desde la península de Hut Point

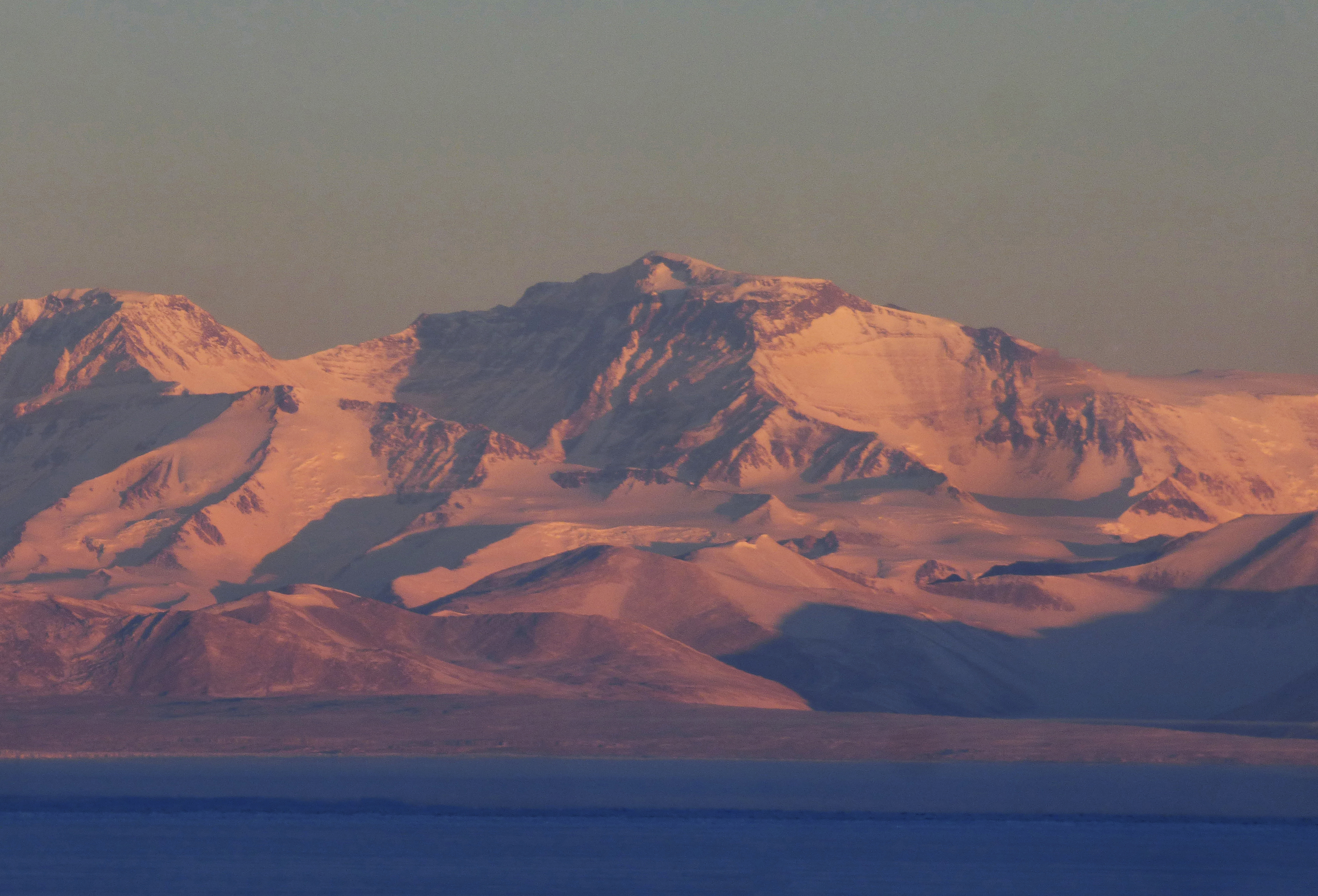
Vista del monte Lister, 15.ª cima más alta de la cordillera, después de la isla de Ross

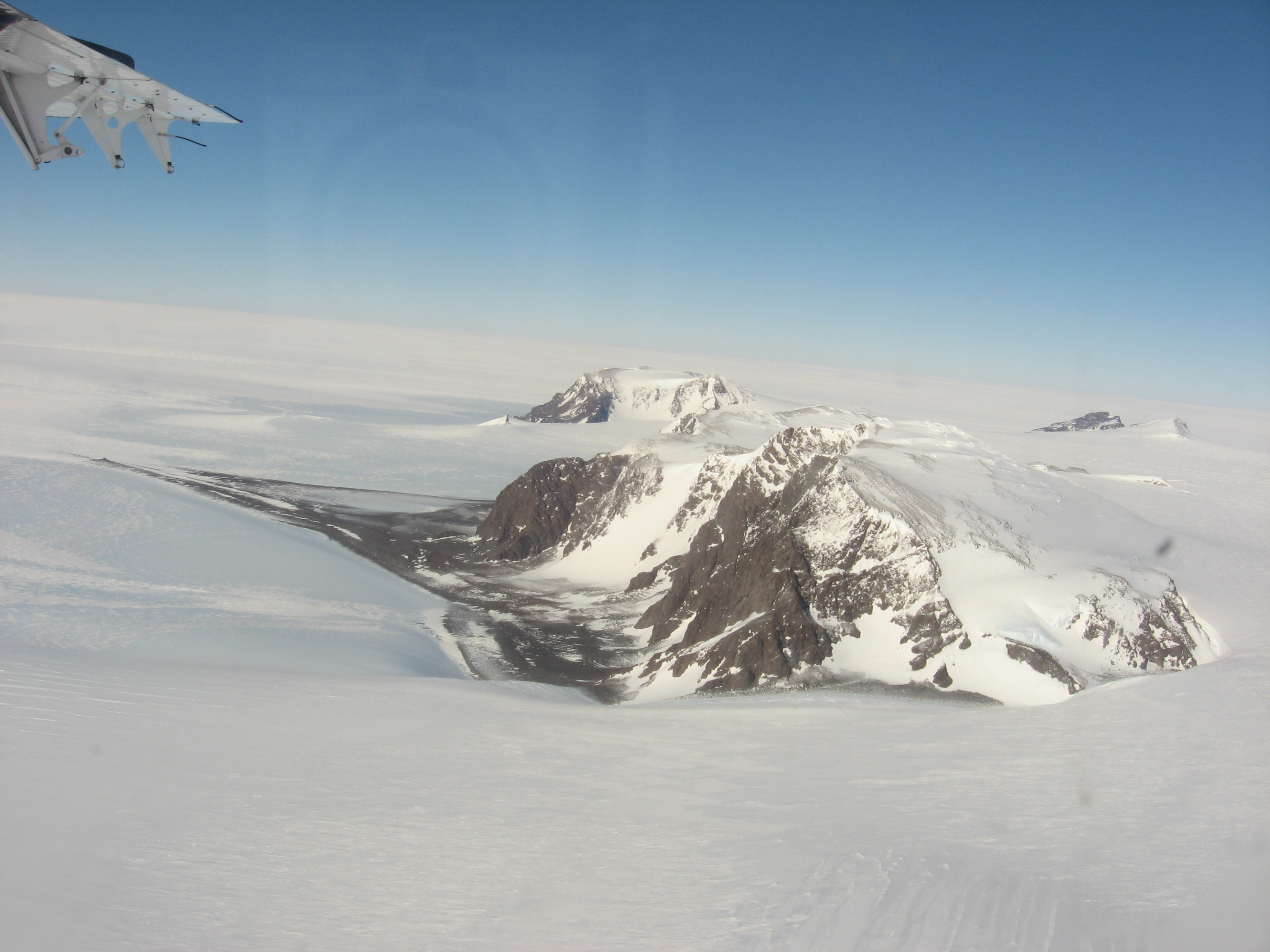
Vista aérea de la cordillera Thiel, aislada en la capa de hielo de la Antártida

| #  | Cima                  | Macizo                           | Altitud (en m) | Prominencia (en m) | #  |
| -- | --------------------- | -------------------------------- | -------------- | ------------------ | -- |
| 01 | Monte Kirkpatrick     | Cordillera Reina Alexandra       | 4528           | 2601               | 03 |
| 02 | Monte Elizabeth       | Cordillera Reina Alexandra       | 4480           | 1657               | 13 |
| 03 | Monte Markham         | cordillera de la Reina Elizabeth | 4351           | 2103               | 06 |
| 04 | Monte Bell            | Cordillera Reina Alexandra       | 4303           |                    |    |
| 05 | Monte Mackellar       | Cordillera Reina Alexandra       | 4297           |                    |    |
| 06 | Monte Kaplan          | Cordillera de la Reina Maud      | 4230           | 1783               | 10 |
| 07 | Fleming Summit        | Cordillera Reina Alexandra       | 4200           |                    |    |
| 08 | Monte Minto           | Chaîne de l'Amirauté             | 4163           | 2616               | 02 |
| 09 | Monte Miller          | cordillera de la Reina Elizabeth | 4160           | 2354               | 04 |
| 10 | Monte Dickerson       | Cordillera Reina Alexandra       | 4120           |                    |    |
| 11 | Monte Wade            | Cordillera de la Reina Maud      | 4084           |                    |    |
| 12 | Monte Fisher          | Cordillera de la Reina Maud      | 4080           |                    |    |
| 13 | Pico Centennial       | Cordillera de la Reina Maud      | 4070           |                    |    |
| 14 | Monte Fridtjof Nansen | Cordillera de la Reina Maud      | 4069           |                    |    |
| 15 | Monte Lister          | Cordillera de la Royal Society   | 4025           | 2325               | 05 |
| 16 | Monte Wexler          | Cordillera de la Reina Maud      | 4024           |                    |    |
| 17 | Pico Decennial        | Cordillera Reina Alexandra       | 4020           |                    |    |
| 18 | Monte Adam            | Cordillera del Almirantazgo      | 4010           |                    |    |
| 19 | Flat Top              | Cordillera de la Reina Maud      | 4000           |                    |    |
| 20 | Monte Korsch          | Cordillera de la Reina Elizabeth | 4000           |                    |    |
| —  | Monte Erebus          | Archipiélago de Ross             | 3794           | 3794               | 01 |
| —  | Hawkes Heights        | Cordillera Victory               |                | 2000               | 07 |
| —  | Monte Murchison       | Cordillera Southern Cross        |                | 1927               | 08 |
| —  | Monte Supernal        | Cordillera Southern Cross        |                | 1804               | 09 |
| —  | Monte Melbourne       | Cordillera Southern Cross        | 2732           | 1699               | 11 |
| —  | Monte Terror          | Archipiélago de Ross             | 3230           | 1696               | 12 |
| —  | Monte Discovery       | Península Brown                  | 2681           | 1637               | 14 |
| —  | Monte McClintock      | Cordillera Britannia             | 3490           | 1621               | 15 |
| —  | Monte Brewster        | Cordillera Victoria              |                | 1598               | 16 |
| —  | Monte Morning         | Península Brown                  | 2725           | 1515               | 17 |

### Hidrografía

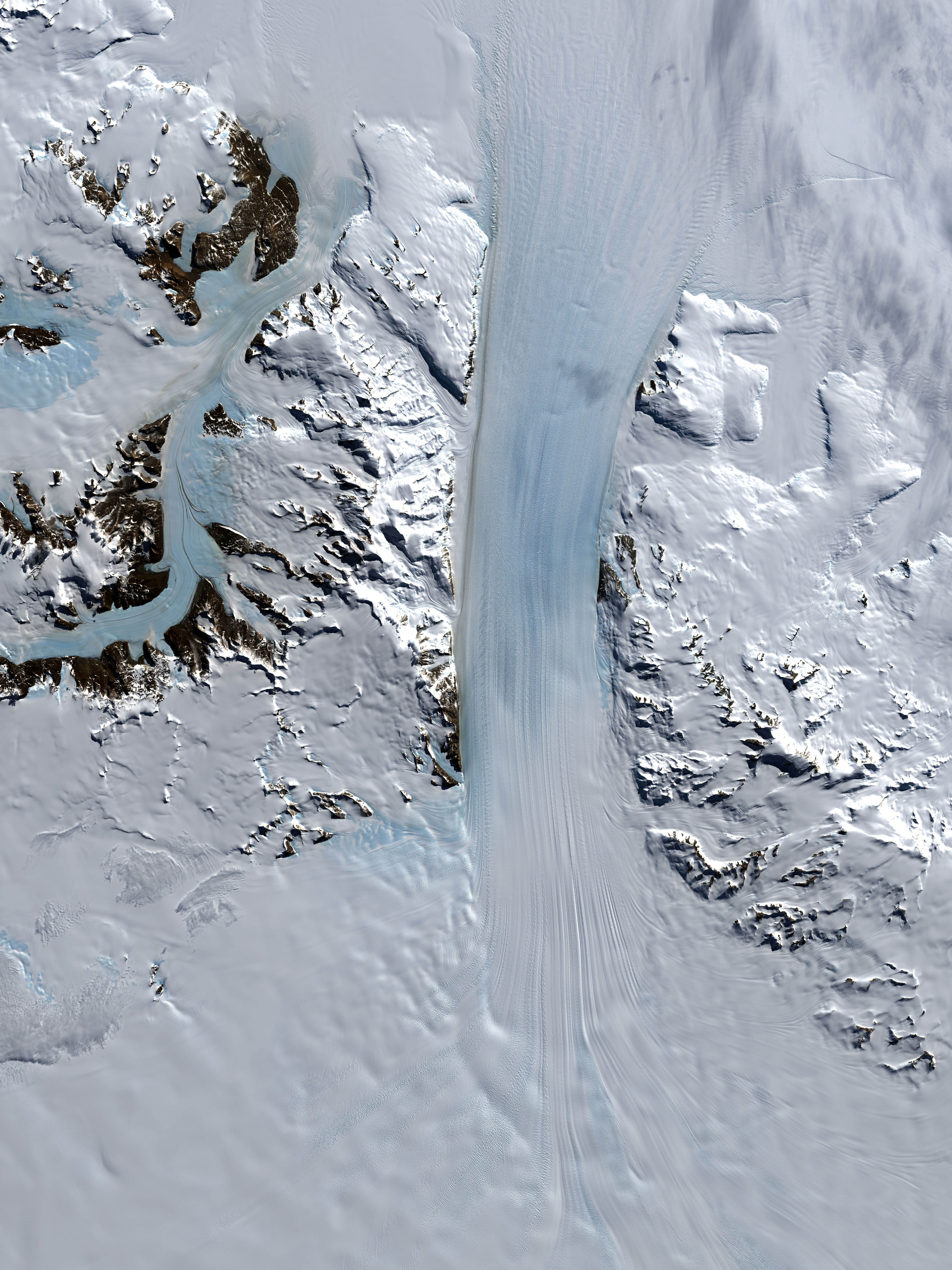
Vista satelital del glaciar Byrd, una corriente de hielo que corta la cordillera perpendicularmente

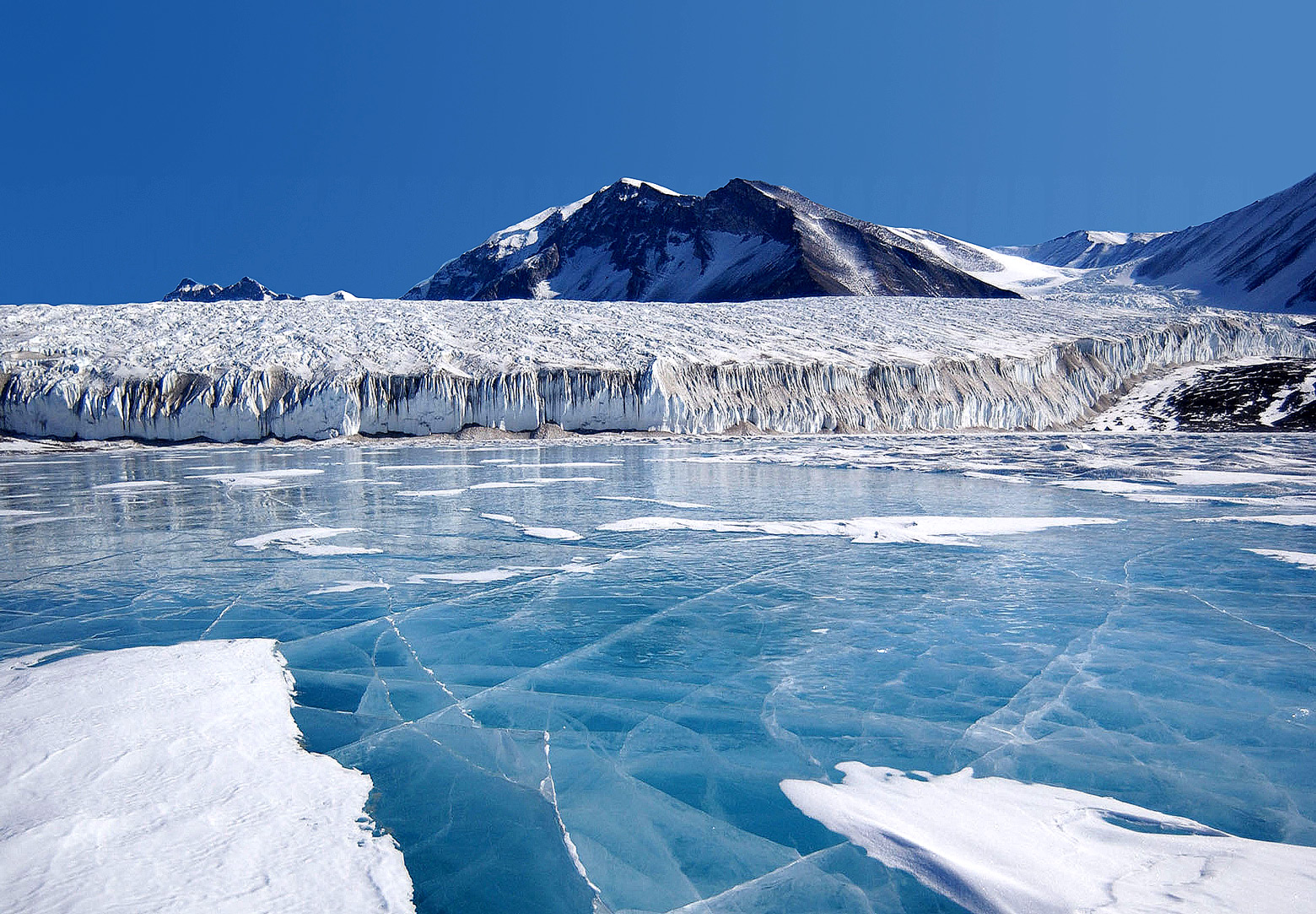
Vista del lago Fryxell, al pie del glaciar Canadá, cuyo hielo azul, formado por agua dulce derretida del glaciar Canadá y otros glaciares menores. El agua dulce queda en la superficie del lago y al helarse sella la salobre de debajo.

Los principales glaciares de la cadena Transantártica son glaciares emisarios, originados en el indlandsis de la Antártida Oriental, que constreñidos en valles se extienden, los más importantes, en corrientes glaciares: es caso del glaciar David, en la Tierra de Victoria meridional, que se termina en la lengua de hielo Drygalski en la barrera de Ross; del glaciar Byrd, entre la Tierra de Victoria meridional y la Cordillera Transantártica central; y del glaciar Scott, en la cordillera de la Reina Maud, que alimentan la barrera de Ross. Otros glaciares emisarios son, de norte a sur, los glaciares Mariner, Aviator, Reeves, Mawson, Ferrar, Skelton, Mulock, Darwin, Nimrod, Beardmore, Shackleton, Amundsen y Reedy. Generalmente son perpendiculares a la orientación de la cadena, siguiendo grandes fallas geológicas, que permiten definir sus grupos y macizos. Los glaciares Rennick y Lillie tienen la particularidad de lanzarse directamente en el océano Austral al norte de la tierra de Oates. La corriente glaciar de la Fundación (o glaciar Bahía Buen Suceso) y su afluente el glaciar Academy, así como el glaciar Support Force, son corrientes glaciares que bordean las montañas extremo-orientales de la cadena y que, al esar muy poco restringidos por el relieve, alimentan la barrera de hielo Filchner-Ronne. Los glaciares secundarios se originan en las laderas de la cadena Transantártica y son glaciares de valle.
Los dos únicos ríos reconocidos del continente fluyen en la cadena Transantártica: el Onyx y el Alpheus. Todos los demás cursos de agua son arroyos. El Onyx fluye durante unos treinta kilómetros hacia el oeste, el lado opuesto a la costa, en el valle de Wright, uno de los valles secos de McMurdo, entre las cordilleras Olympus, al norte, y Asgard, al sur, para desembocar en el lago Vanda. Fluye un promedio de dos meses por año, generalmente desde principios de diciembre hasta principios de febrero, y la mayor parte del agua de deshielo se evapora incluso antes de llegar al lago. En este valle, parte de la nieve que cae al suelo se sublima y los suelos están generalmente secos. El Alpheus está formado por agua de deshielo retenida por la morrena lateral izquierda del glaciar Koettlitz, en el piedemonte meridional de la cordillera de la Royal Society, y termina en un curso subglaciar en el estrecho de McMurdo.

### Geología

Secuencia estratigráfica de la tierra de Victoria meridional

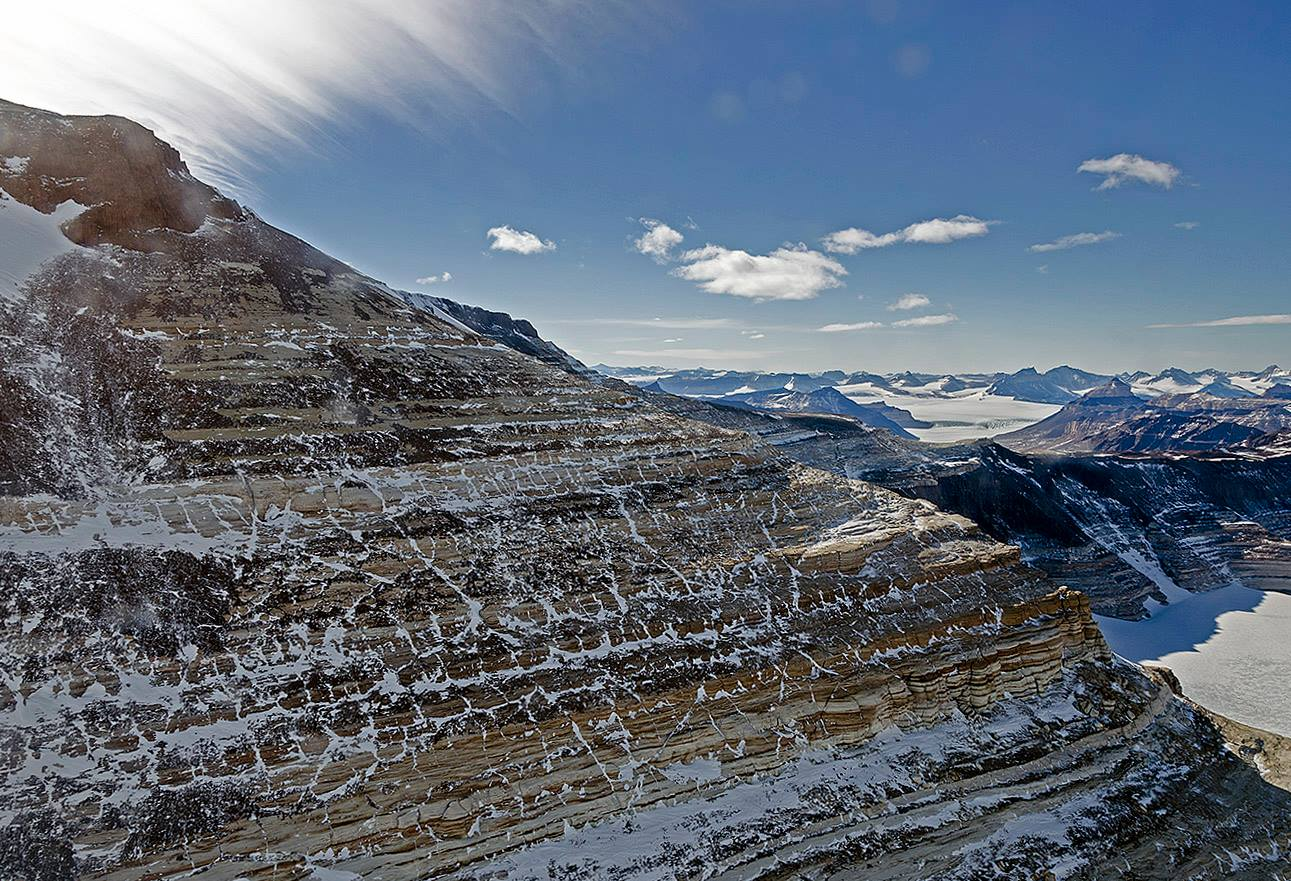
Vista de la vertiente de una montaña en la cordillera con muchos estratos

Al final de Neoproterozoico, la aparición de un rift provocó la apertura del super-paleocontinente Rodinia, a través de un zócalo constituido por gneis, esquistos y granito de edad arqueana, visible solamente en la región del glaciar Nimrod. Este rift entrañó el establecimiento de un margen pasivo a nivel de la actual cordillera Transantártica, asociado a una importante sedimentación, con depósitos de rocas siliciclásticas presentes en las montañas Pensacola (formación de Hannah Ridge) y la cordillera Transantártica central (grupo de Beardmore). En la tierra de Victoria meridional, el zócalo consta de rocas metamórficas (formación de Horney, grupos de Koettlitz y de Skelton) con intrusiones de edad del Neoproterozoico al Cámbrico temprano.
En el Cámbrico, el movimiento de las placas se invirtió y dio lugar a una zona de subducción. Esto se tradujo en la compresión de las rocas sedimentarias y magmáticas existentes, provocando un metamorfismo más o menos importante, así como la formación de numerosos plutones graníticos. Se emiten rocas volcánicas silicatadas al nivel de la cordillera de la Reina Maud y de la cordillera Thiel. Los batolitos son responsables de la deformación de los estratos y del metamorfismo que condujo a la orogenia de Ross. Las rocas siliciclásticas y carbonatadas de edad cámbrica a ordovícica se formaron en las montañas Pensacola (formación de Patuxent) y en la cordillera Transantártica central (grupo de Byrd). En la tierra de Victoria septentrional se encuentran presentes tres terranos, interpretados como la presencia de dos zonas de subducción paralelas, formando así dos arcos volcánicos. El margen continental corresponde al terrano de Wilson, compuesto por rocas metamórficas con intrusiones desde el Cámbrico al Ordovícico Temprano. El terrano de Bowers, bordeado a ambos lados por las fallas de Lanterman y de Leap Year, correspondería a la sección entre las dos zonas de subducción, con su arco volcánico; está compuesto por estratos siliciclásticos fosilíferos y volcaniclásticos con rocas volcánicas máficas rematadas por conglomerados. Finalmente, el de la bahía Robertson corresponde al resto de la corteza oceánica y de sus sedimentos formando un prisma de acreción, compuesto por una secuencia de turbiditas de edad cámbrica a ordovícica y que, fuertemente plegado como el de Bowers, sin embargo, está poco metamorfoseado.
Como consecuencia de estos eventos, existió una cadena montañosa al nivel de la actual cadena Transantártica. Sin embargo, entre el final del Silúrico y el comienzo del Devónico, fue tallada la superficie de erosión de Kukri, sin que resultase, sin embargo, en una penillanura. Una sedimentación significativa condujo a la formación de arenisca a arenita rica en cuarzo en medio continental (grupo de Taylor). A medida que la subducción continuó a lo largo del Paleozoico, en el borde del océano Panthalassa, los arcos volcánicos exhiben actividad magmática intermitente, en particular en la tierra de Victoria septentrional y en la tierra de Marie Byrd, con extensiones notablemente en la Patagonia y en Australia meridional. En el Carbonífero, sin embargo, esa actividad permaneció lo suficientemente alejada de la mayor parte de la cadena Transantártica como para que se vea poco afectada por las deformaciones —incluso experimentando una nueva superficie de erosión, conocida como de Maya, en las capas devónicas y a veces confundida con la de Kukri— y por la sedimentación. En el caso contrario, esos sedimentos fueron liberados por la glaciación que se produce al final de este período.
Entre el Pérmico y el Triásico, las cuencas sedimentarias del interior de la Tierra de Victoria y una cuenca estructural evolucionaron hacia una cuenca de antepaís localizada detrás de la cadena Transantártica central, probablemente bajo la influencia de la orogenia panafricana, así como una plataforma aislada al nivel de la cordillera Thiel, lo que resulta en una continuación de la acumulación de sedimentos, formando el grupo de Victoria. Las areniscas del grupo de Taylor y los sedimentos del grupo de Victoria forman juntos el supergrupo de Beacon, que constituye una gran parte de las cumbres y crestas rocosas de la cordillera Transantártica en la mayor parte de su longitud. Los estratos asociados con el grupo de Victoria se compone de diamictita de origen glaciar, de carbón y de shale, indicativos de un clima templado y húmedo y finalmente de siltita y de arenisca de orígenes diversos, pero progresivamente más volcánicas. Al comienzo del Jurásico, la influencia de la subducción en la geología de la región llega a su fin con el inicio de la ruptura que conduce a la fracturación de Gondwana. La ruptura fue probablemente iniciada por una pluma mantélica, con un magma rico en sílice (formaciones de Hanson y del pico Shafer), seguido de la aparición de la provincia magmática de Ferrar (formación de Exposure Hill), de naturaleza basáltica y caracterizada por depósitos piroclásticos, en forma de lahares, brechas y tobas, por coladas de lava de varios cientos de metros de espesor y por intrusiones de láminas que superan los 1000 m. El contexto geológico podría explicarse por una cuenca de arco posterior y explicaría que el margen continental se desplace luego hacia el exterior de la cadena. La fracturación del Gondwana entrañó una importante reorganización de los bloques tectónicos, en particular el de Ellsworth-Whitmore que se mueve y pivota, como otros en la región, separándose de la cadena Transantártica y uniéndose a la Antártida Oriental.

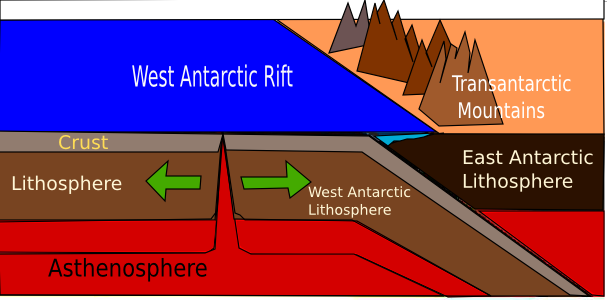
Diagrama muy simplificado del contexto geológico actual a lo largo de la cadena Transantártica

Estas limitaciones tectónicas también conducen al levantamiento de la cordillera desde el Cretácico. El engrosamiento de la corteza continental induce una frontera litosférico entre el borde del cratón de la Antártida Oriental y las zonas de atenuación cortical en el mar de Ross, con la aparición del rift de la Antártida Occidental, y en el mar de Weddell. El levantamiento culmina en el Eoceno y genera los relieves actuales, pero se desconoce su origen. En todo caso, este proceso iría acompañado de fracturas y denudaciones que segmentarían los diferentes macizos a lo largo de estas fallas mayores. El producto de esa erosión llenaría en gran medida las cuencas del rift Antártico occidental. El grupo volcánico del estrecho de McMurdo surgió a principios del Eoceno en su borde suroriental; incluye el monte Morning, el monte Discovery, el monte Erebus, el monte Terror, el monte Bird y el monte Melbourne. Su vínculo con la provincia volcánica de la tierra de Marie Byrd, en el borde opuesto del rift, implica ciertamente la presencia de una pluma mantélica. No se puede descartar la influencia de un rebote isostático en el Mioceno en la elevación de la cordillera a lo largo del mar de Ross. Sea como fuere, el relieve que constituye probablemente inicie la glaciación antártica.

### Clima

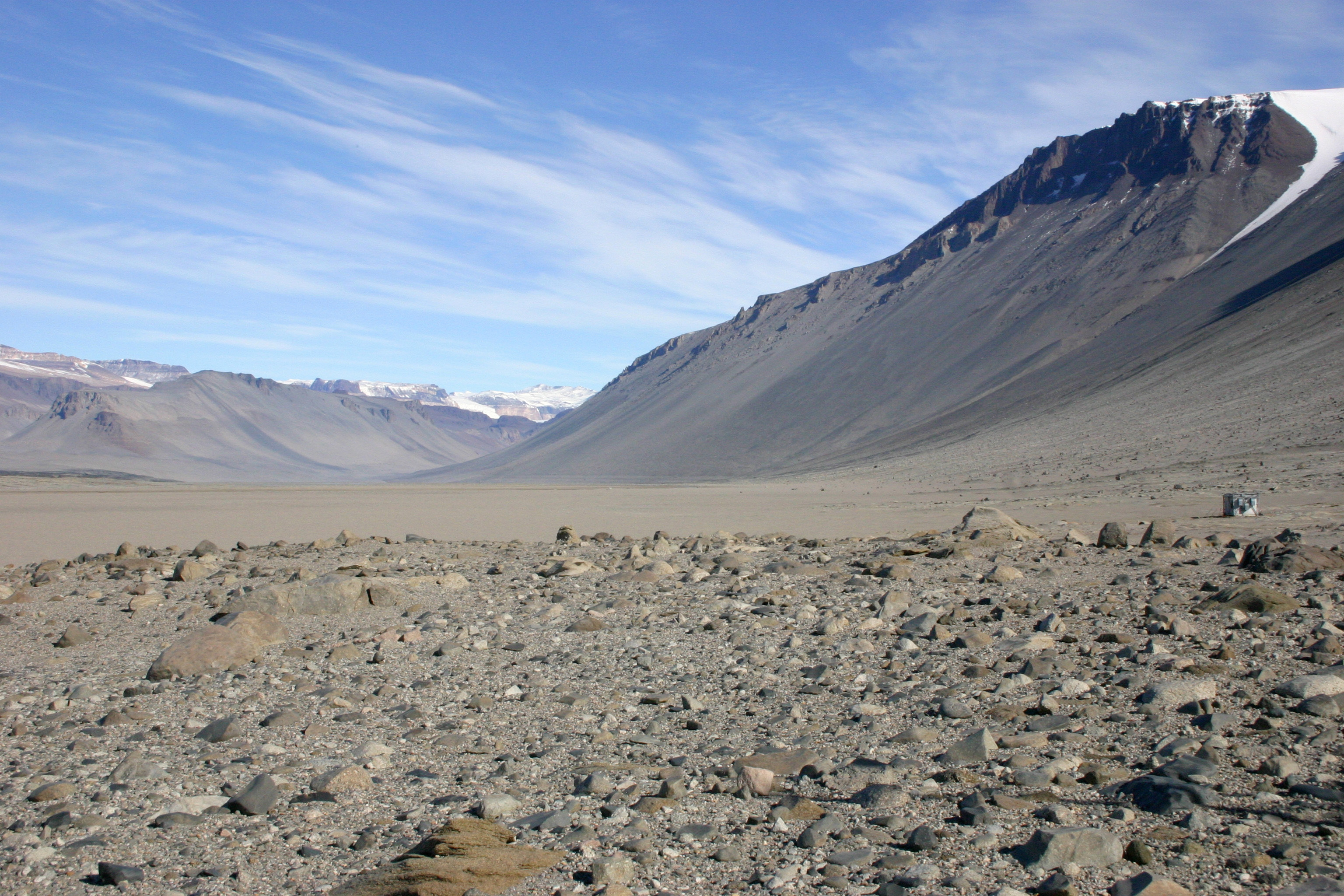
Vista del valle de Wright desde el pie del col Bull mirando hacia el oeste durante el verano austral

La cadena Transantártica experimenta un clima polar, el más frío y el más seco del mundo. Sin embargo, debido a la extensión de la cadena, este clima varía significativamente en función de la latitud y la altitud. Así, las temperaturas son en promedio 30 °C más altas en la base McMurdo, a 77° 50' S al nivel del mar, que en el polo sur, a una altitud de más de 2800 m.
Las regiones costeras que bordean el oeste de la barrera de Ross generalmente experimentan un clima similar al del estrecho de McMurdo. Las precipitaciones son raras allí, del orden de 188 mm por año en la base Scott con un pico en febrero y aún más raras en el valle de Wright con alrededor de 50 mm. Están asociadas con un aire húmedo templado que circula sobre la barrera de Ross. Sin embargo, aunque la mayor parte de la precipitación se puede obtener en verano, el nivel de humedad en este valle generalmente permanece demasiado bajo, entre el 30 y el 40 %, aunque ocasionalmente se observan lluvias finas. La evaporación supera ampliamente a las precipitaciones. Las temperaturas pueden ser relativamente suaves. En el suelo, pueden rondar los 15 °C en verano durante el día en las laderas del norte mejor protegidas, como el lago Vanda, mientras que las laderas del sur menos soleadas son significativamente más frías. Además, los valles son barridos casi permanentemente por vientos catabáticos secos, generalmente no muy violentos pero a veces fuertes, descendientes de la meseta antártica y generados por el frío que allí reina. Debido a la nieve que transportan, pueden afectar en gran medida a la visibilidad. Los meses más cálidos son diciembre y enero, con temperaturas diarias promedio que oscilan entre −4  y +1°C, respectivamente en la isla de Ross y en los valles secos de McMurdo, mientras que los meses más fríos son julio y agosto, con temperaturas medias diarias que oscilan entre −27 y −38 °C respectivamente; las temperaturas medias anuales rondan los−20 °C. Más al norte, en el cabo Hallett, en la tierra de Victoria septentrional, las temperaturas son ampliamente comparables tanto en invierno como en verano, pero más suaves en primavera y otoño, influenciadas por la proximidad del mar; el promedio anual allí es de −15 °C.
En el borde de la meseta antártica, aguas arriba del glaciar Scott  en la vertiente meridional de la cordillera de la Reina Maud, la temperatura casi nunca supera los 0 °C. Las precipitaciones, exclusivamente de nieve, son excepcionales allí y generalmente provienen del centro de la meseta.

### Ecosistema

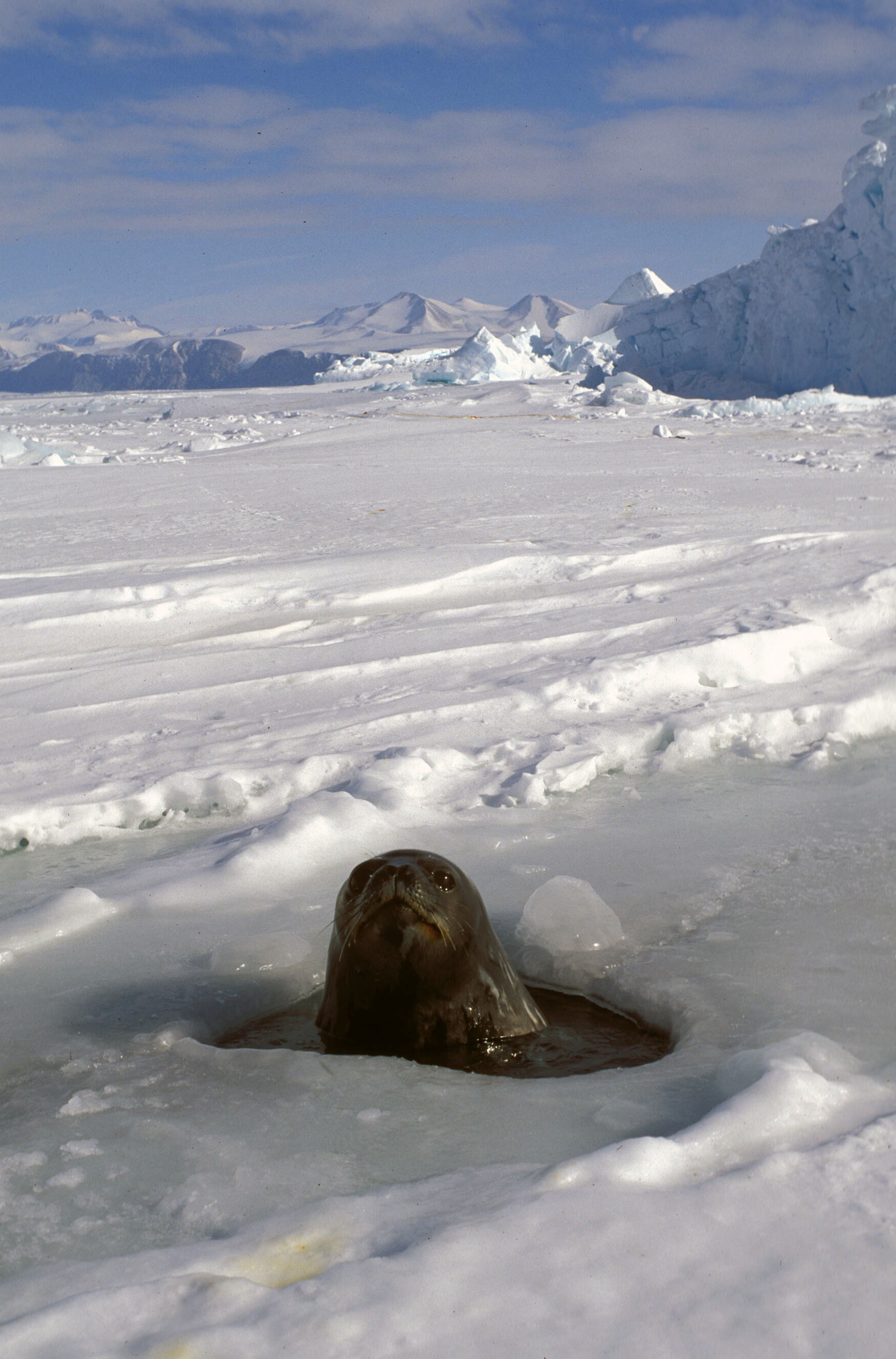
Vista de una foca respirando a través de la banquisa con la cordillera Transantártica al fondo

La cadena pertenece a la ecozona antártica y a la ecorregión de Maudlandia, que cubre la totalidad del continente excepto la península Antártica. Se caracteriza por un clima extremo y zonas desprovistas de hielo en el interior de las tierras.
Cinco especies de focidos están presentes en las costas septentrionales de la cadena Transantártica, en tierra de Victoria: la foca cangrejera (Lobodon carcinophaga), la foca de Ross (Ommatophoca rossii), la foca de Weddell (Leptonychotes weddellii), el leopardo marino (Hydrurga leptonyx) y el elefante marino del sur (Mirounga leonina), este último sin embargo pasa la mayor parte de su tiempo en el mar, mientras que los anteriores desembarcan con mayor regularidad en las orillas del mar o en la banquisa. El leopardo marino es un depredador de los juveniles de otras especies de focas y, durante las inmersiones, del pingüino Adelia (Pygoscelis adeliae) y del pingüino emperador (Aptenodytes forsteri), que tienen áreas de reproducción cerca de las costas. Las aves marinas que se encuentran en el continente son el fulmar austral (Fulmarus glacialoides), el petrel gigante (Macronectes giganteus), el petrel damero (Daption capense), el petrel níveo (Pagodroma nivea), el paíño de Wilson (Oceanites oceanicus), el págalo antártico (Stercorarius maccormicki) y el petrel antártico (Thalassoica antarctica). El págalo antártico se alimenta de huevos y polluelos de pingüinos Adelia, así como de los pichones muertos del emperador, mientras que el petrel gigante no duda en atacar masivamente a los juveniles del pingüino emperador.
Las únicas otras formas de vida animal adaptadas a esas condiciones de vida extremas son los invertebrados. Los artrópodos están representados por collembolas, los ácaros, entre ellos Nanorchestes antarcticus, tienen una distribución meridional hasta en la cordillera de la Reina Maud, y los nematoceras desprovistos de alas (Belgica antarctica). Los nematodos prefieren suelos húmedos y rocosos, como los valles secos de McMurdo. También se han descubierto varias especies de tardígrados. Finalmente, los rotíferos colonizan los musgos presentes alrededor de los sitios geotérmicos, como los del monte Melbourne.
Las especies de hongos, incluyendo los líquenes y las levaduras, se adaptan a los suelos rocosos, enriquecidos por los excrementos de las aves marinas o alrededor de los sitios geotérmicos. Las algas prosperan en ambientes húmedos, ya sea en las fuentes poblamientos de epífitas sobre musgos o en colonias de cianobacterias. Los microorganismos antárticos más pequeños descubiertos son bacterias y amebas.

## Historia

### Descubrimiento y barrera en el camino hacia el polo

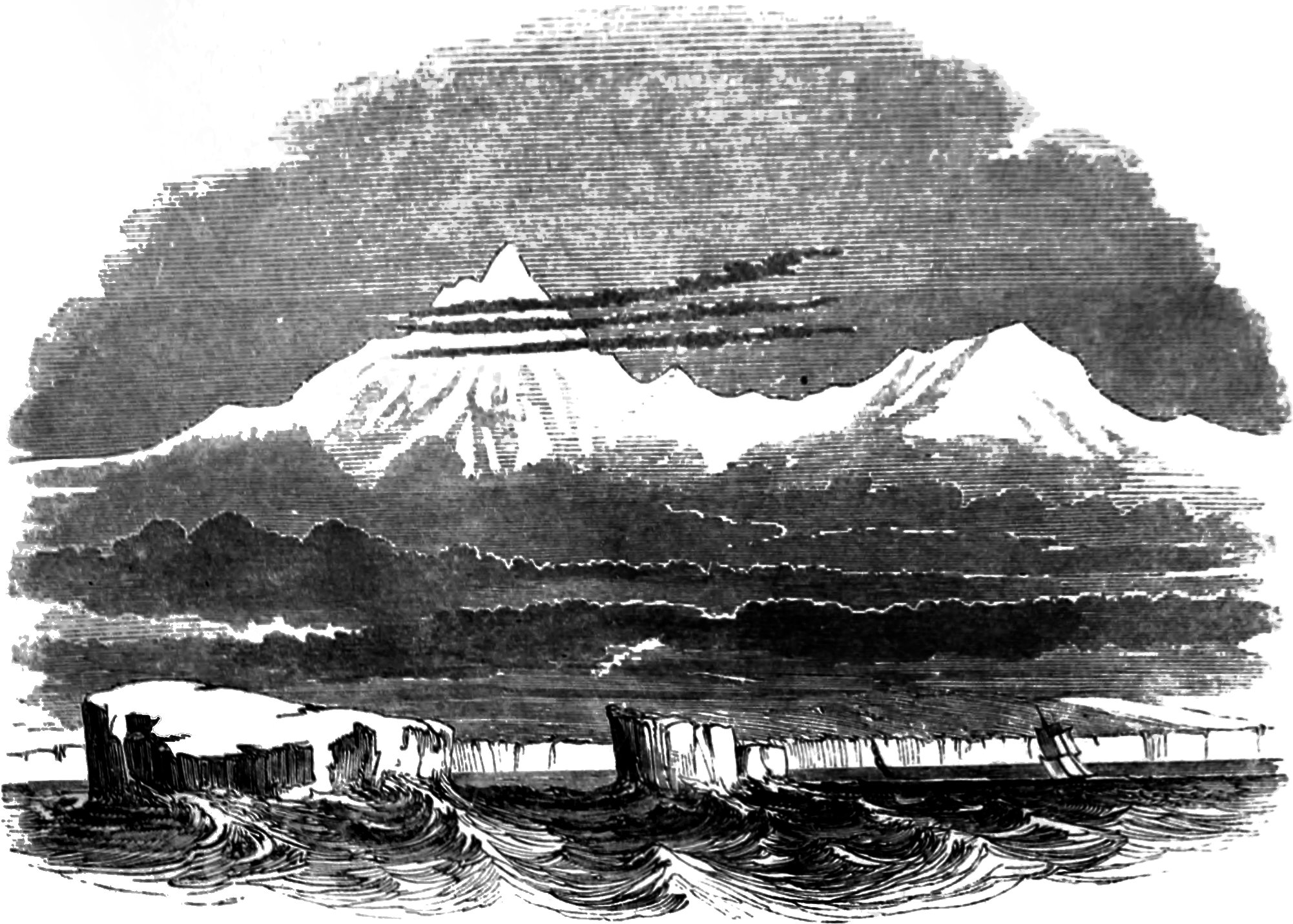
Representación del monte Minto y del monte Adam, en la cordillera del Almirantazgo (1847).

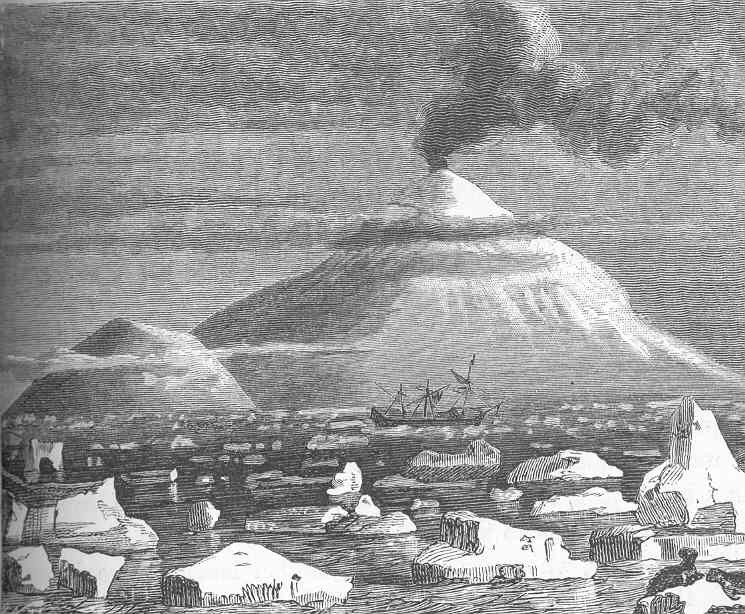
Representación del monte Erebus y del monte Terror (1868).

La cadena Transantártica fue vista por primera vez desde el mar de Ross en 1841 por James Clark Ross, en busca del polo sur magnético, entonces inaccesible porque estaba ubicado tierra adentro en ese momento. Identificó en particular el cabo Adare y la cadena del Almirantazgo, luego observó la cordillera ANARE y la cadena Southern Cross, al norte de la tierra de Victoria, llamada cordillera Prince Albert, y finalmente descubrió la isla de Ross con sus dos volcanes principales, que nombró en honor a sus navíos. En enero de 1895, un ballenero noruego llamado Antarctica hizo un breve paso por el cabo Adare y Alexander von Tunzelmann puso pie en el continente. Cuatro años después, Carsten Borchgrevink, que formaba parte del grupo de von Tunzelmann, lideró la expedición Southern Cross; llegó al cabo Adare en febrero de 1899 y montó allí un pequeño refugio para pasar el invierno austral. Por lo tanto, la cordillera del Almirantazgo fue la primera en ser observada in situ por esas expediciones, pero la mayor parte de la cordillera Transantártica permaneció en gran parte oculta más allá de la barrera de Ross.
En noviembre de 1902, la expedición Discovery, basada en la isla de Ross, se propuso acercarse lo más cerca posible al polo sur geográfico. Robert Falcon Scott, líder de la expedición, Ernest Shackleton y Edward Adrian Wilson partieron en un trineo tirado por perros sobre la barrera de Ross, pero tuvieron que dar la vuelta después de pasar la latitud de 82°S. Observaron en particular la cadena Worcester, la cordillera Cook, la cordillera Darwin, la cordillera Britannia, la cordillera Churchill y el monte Markham, en la cordillera de la Reina Elizabeth; cartografiaron parte de la cadena Transantártica, pero solo tenían una representación parcial. Mientras tanto, el equipo de Albert Armitage descubrió la existencia de los valles secos de McMurdo y del glaciar Ferrar, en el extremo septentrional de la cordillera de la Royal Society y al este de la cordillera Quartermain. En octubre de 1903, esperanzado con ese reconocimiento, Scott lideró un nuevo equipo a lo largo del mismo glaciar; fueron los primeros en franquear la cordillera Transantártica y en llegar a la meseta antártica al mes siguiente, pero debieron retroceder antes de alcanzar el polo sur magnético.

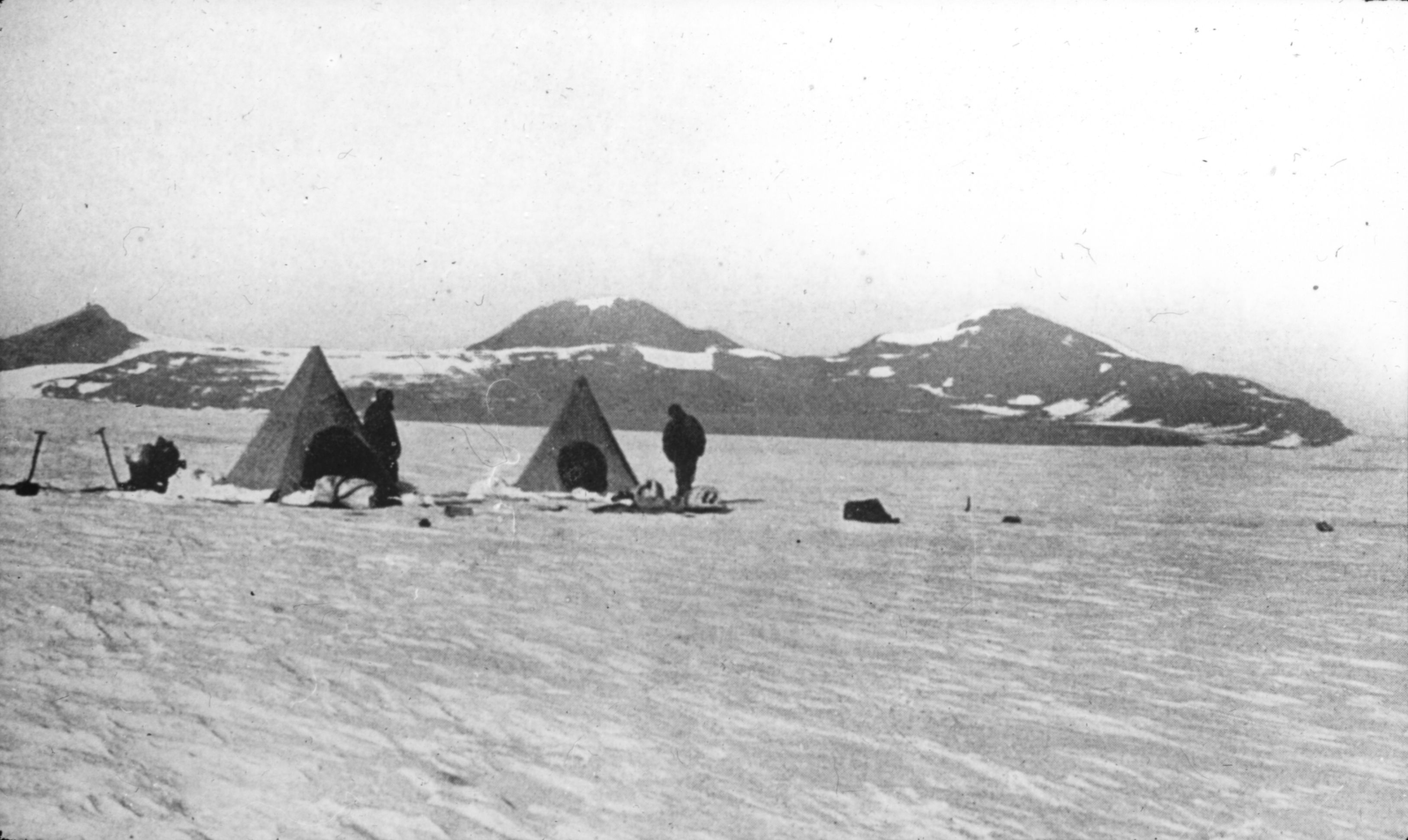
Fotografía de la expedición Nimrod dirigida por Ernest Shackleton sobre el glaciar Beardmore, delante del monte Buckley en la cordillera Reina Alexandra (1908).

Fotografía de un equipo en trineo tirado por perros delante del monte Erebus, probablemente Robert Falcon Scott y Cecil Meares en 1911.

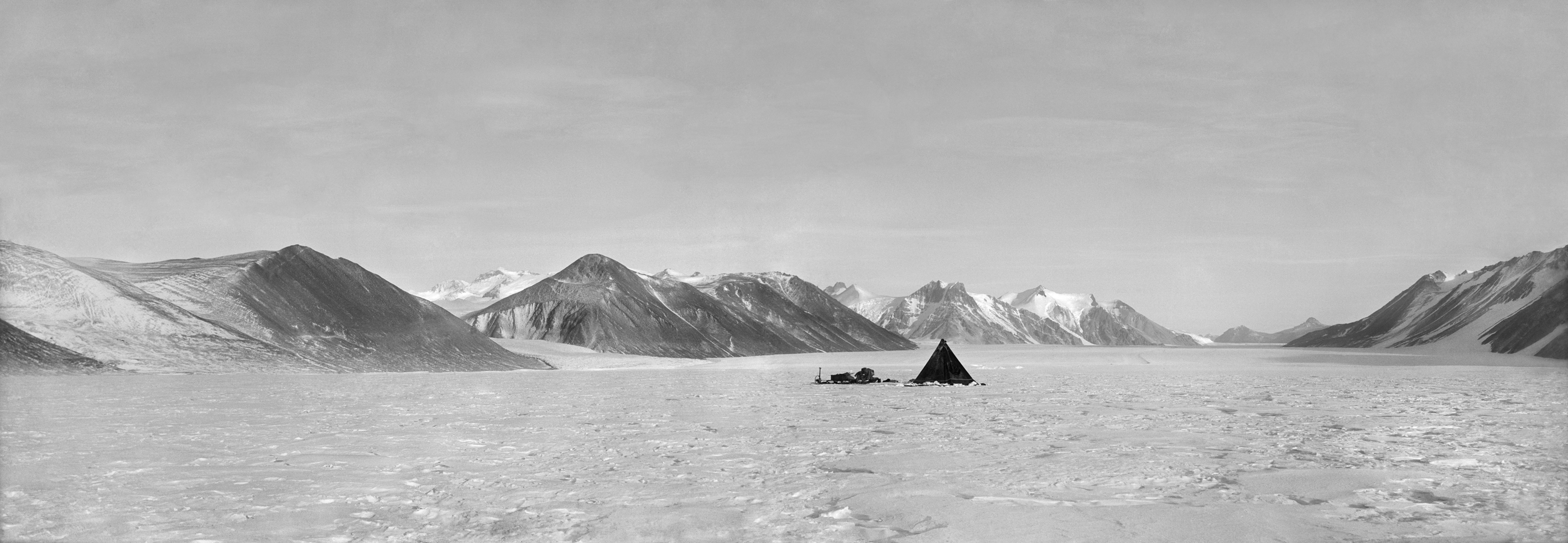
Fotografía del campamento de la expedición Terra Nova sobre el glaciar Ferrar alrededor de 1912

A principios de 1908, la expedición Nimrod, dirigida por Ernest Shackleton, se instaló en la isla de Ross. En marzo, decidió enviar un equipo liderado por Edgeworth David para hacer la primera ascensión del monte Erebus, que llega a la cima el día 9. Entre octubre de 1908 y febrero de 1909, finalmente fue alcanzado el polo sur magnético por parte de la expedición Nimrod. El equipo dirigido por Edgeworth David corrió a lo largo del lado oriental de la cadena Transantártica, logrando difícilmente cruzar las lenguas de hielo Nordenskjöld y Drygalski antes de cruzar la cadena Prince Albert por el glaciar Reeves, para terminar en la tierra de Victoria. Mientras tanto, tres hombres de la expedición estaban realizando trabajos geológicos en el área del glaciar Ferrar y en el valle Taylor, el más meridional de los valles secos. Al mismo tiempo, el propio Shackleton dirigía un equipo hacia el polo sur geográfico. Cruzaron la barrera de Ross hacia el sur y descubrieron a comienzos de diciembre una ruta por el glaciar Beardmore, entre la cordillera Reina Alexandra (cordillera Transantártica central) y la cordillera Commonwealth (cordillera de la Reina Maud), que tardan prácticamente un mes en remontar. Dan cuenta de la extensión de la cadena Transantártica. Habiendo terminado su recorrido en la meseta antártica y batido el récord certificado de latitud extrema, todos los polos combinados, se vieron obligados a dar la vuelta el 9 de enero de 1910, a menos de 100 millas simbólicas (185 km) del polo sur, más allá de 88° S.
En junio de 1910, Roald Amundsen se dirigió a su vez al polo sur, a bordo del Fram, manteniendo sus planes en secreto hasta llegar a la isla de Madeira. Cuando Scott, al frente de la expedición Terra Nova, llegó a Melbourne el 12 de octubre, descubrió allí un telegrama enviado por su nuevo rival. En enero de 1911, mientras construía un refugio en el cabo Evans, en la isla de Ross, la expedición Amundsen atracaba en la bahía de las Ballenas. El Terra Nova, después de dejar a Thomas Griffith Taylor y a su equipo de exploración al pie de los valles secos de McMurdo, se fue a la bahía de las Ballenas para establecer allí un campamento secundario pero, al notar Victor Campbell que ya estaba ocupada, dio media vuelta y fue al cabo Adare para realizar una investigación con otros cinco hombres durante un año. El extremo septentrional de la cadena Bowers fue observado por el teniente del barco, Harry Pennell. Tras el invierno austral, perfectamente organizada y equipada con sus perros de trineo, la expedición Amundsen partió hacia su objetivo el 19 de octubre y se encontró al pie de la cordillera de la Reina Maud desde el 11 de noviembre. Scott, por su parte, salió de la isla de Ross el 3 de noviembre, acompañado de dieciséis miembros de su expedición; sus medios motorizados se estropean en menos de tres días y, al llegar al pie del glaciar Beardmore, el 9 de diciembre, todos los ponis fueron sacrificados para proporcionar comida. Tras una semana de reconocimientos, Amundsen y sus cuatro compañeros decidieron abrir una ruta por el glaciar Axel Heiberg, a pesar de la fuerte pendiente en su parte aguas arriba y de sus numerosas crevasses. Llegaron a la meseta antártica el 21 de noviembre y llegaron al polo el 14 de diciembre. El 4 de enero de 1912 Scott, a su vez, llega al borde de la meseta antártica, pero la mayoría de sus hombres se han visto obligados a retroceder. Cuando Scott finalmente llega al polo sur, el 18 de enero, encuentra allí una carpa coronada por una bandera noruega y una nota dirigida a él, notando, desmoralizado, que se le habían adelantado más de un mes. Mientras tanto, el equipo de Campbell solicita ser trasladado desde el cabo Adare a las costas de la bahía Terra Nova, en el extremo austral de la cordillera Southern Cross, para realizar una nueva ronda de trabajos geológicos durante seis semanas. Sin embargo, cuando el Terra Nova está de regreso, la bahía está congelada y el equipo se vio obligado a pasar el invierno en un iglú y una cueva de hielo en la isla Inexpressible. El 30 de septiembre comenzaron a marchar hacia la isla de Ross y, después de más de un mes de seguir las costas y cruzar las lenguas de hielo, en particular alimentándose de los alimentos abandonados por el equipo de Edgeworth David cuatro años antes, llegan a la isla de Ross. Luego se enteraron de que ninguno de los cinco miembros de la expedición de Scott que llegaron al polo sur había regresado con vida: Edgar Evans murió después de una caída en el glaciar Beardmore, Lawrence Oates, exhausto, se sacrificó dejando su tienda en medio de una tormenta para darle una oportunidad a Robert F. Scott, Edward Adrian Wilson y Henry Robertson Bowers, que finalmente murieron en su tienda de campaña bajo una tormenta de nieve, a un día de camino desde un depósito de alimentos en la barrera de Ross.

### Era moderna y reconocimientos aéreos

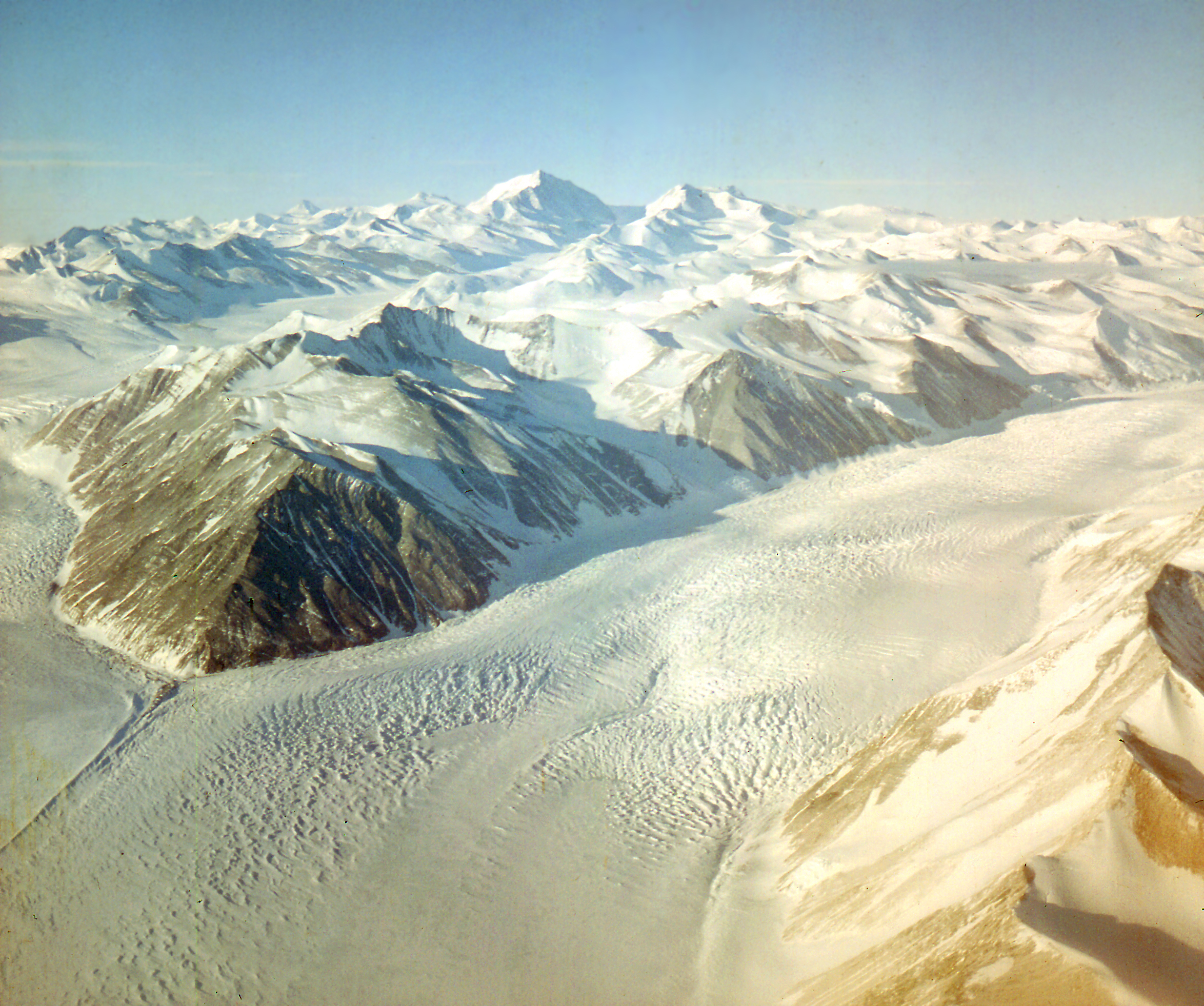
Vista aérea de la confluencia entre el glaciar Murray (izquierda) y el glaciar Dugdale (derecha), con el monte Sabine en el fondo, en la cordillera del Almirantazgo, en 1956-1957.

Cuando estalló la Primera Guerra Mundial, la mayor parte de la cordillera Transantártica aún estaba inexplorada. En 1928, Richard Byrd llegó a la bahía de las Ballenas y sobre la barrera de Ross con fondos considerables financiados por los medios de comunicación y el público en general, con la participación del Ejército de los Estados Unidos, incluidos tres aviones y equipos de radiocomunicación, de los que había carecido Ernest Shackleton durante su expedición Endurance (1914-1917). A principios de 1929, realizó un reconocimiento aéreo mientras los equipos preparaban una misión terrestre. En noviembre, Laurence Gould y cinco compañeros se embarcaron en un trineo tirado por perros hacia la cordillera de la Reina Maud, ubicada a 800 km de la base Little America, con la doble misión de brindar asistencia a Byrd y a su piloto en caso de problema aéreo durante el primer vuelo sobre el polo sur y para realizar trabajos geológicos y glaciológicos. El primer objetivo se cumplió sin incidentes el día 29, no sin que el Ford Trimotor tuviera que dejar caer tanques vacíos y cerca de 150 kilogramos de raciones de emergencia para pasar por encima del glaciar Liv. Aprovecharon la oportunidad para observar la cadena Grosvenor y la meseta de Nilsen en la cadena Hays. En el camino de regreso, sobrevolaron el glaciar Axel Heiberg. Luego, los científicos se dedicaron por completo a su trabajo, fueron a la vertiente septentrional del monte Fridtjof Nansen y luego cartografiaron 280 km a lo largo de la vertiente septentrional de la cordillera de la Reina Maud hasta el glaciar Leverett y la cordillera de Harold Byrd y cubrieron una distancia récord de alrededor de 2500 km en dos meses y medio. La exploración de la cordillera de la Reina Maud continuó durante la segunda expedición de Byrd de 1933 a 1935, con dos equipos enviados a su parte oriental y al glaciar Scott para cruzarlo hacia la meseta antártica. Aprovecharon la oportunidad para lograr, en diciembre de 1934, el primer ascenso de los montes Durham (860 m) en la cordillera Tapley y Weaver (2778 m) en los montes Rawson de la cordillera Hays. Las montañas Horlick fueron avistadas por primera vez, primero desde el aire y un mes después por uno de los equipos de tierra. La tercera expedición de Byrd de 1939 a 1941 fue la primera totalmente financiada y dirigida por el gobierno de Estados Unidos. Las últimas áreas no cartografiadas entre los glaciares Beardmore y Liv se completaron con aviones.

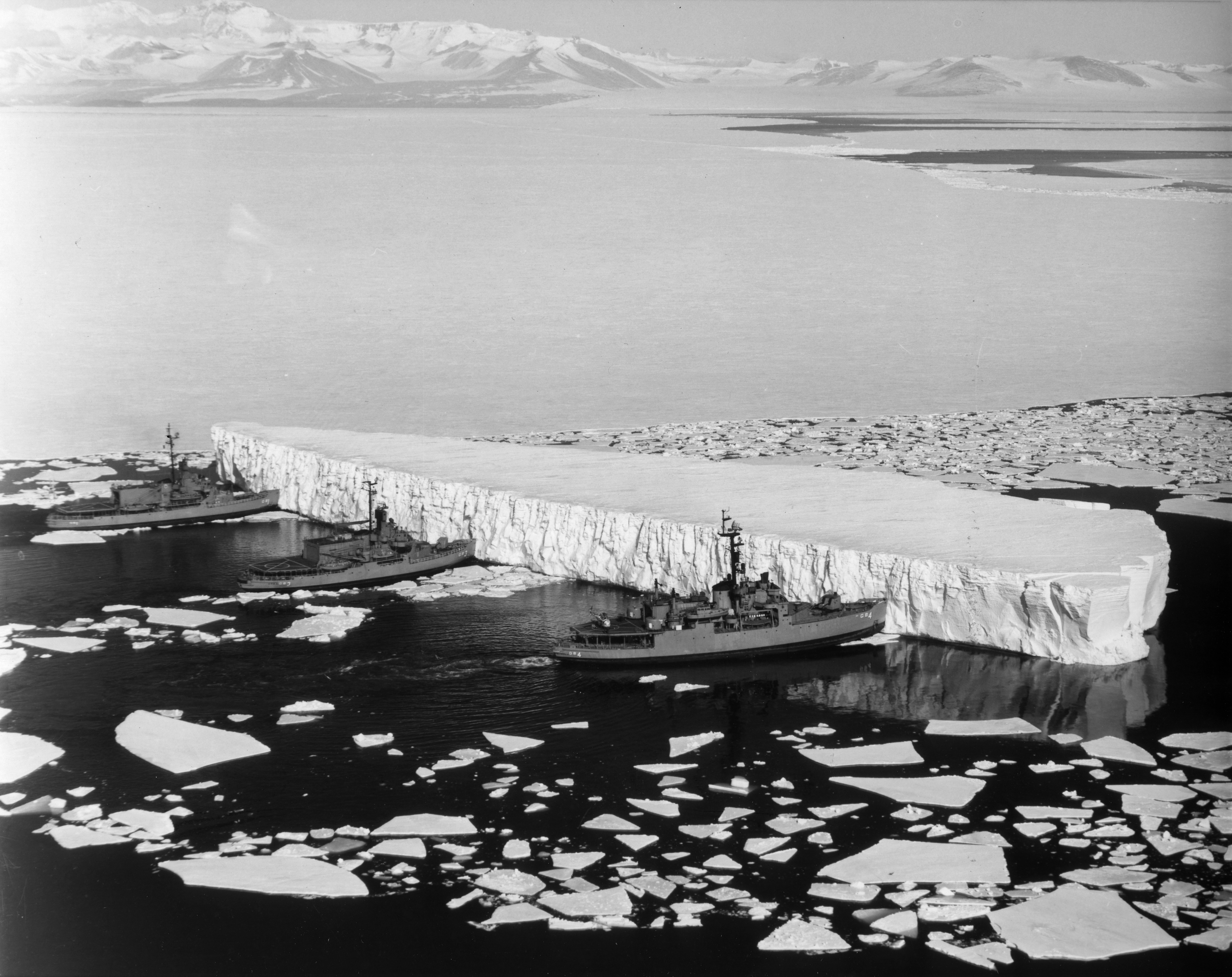
Fotografía aérea de los rompehielos USS Burton Island, Atka y Glacier empujando un iceberg en el estrecho de McMurdo el, con la cordillera Transantártica al fondo.

Después de la Segunda Guerra Mundial, la exploración y la cartografía de la cordillera Transantarctica se reanudaron con la Operación Highjump (1946-1947), una campaña militar organizada por Richard Byrd, que aún sigue siendo la mayor expedición de todos los tiempos en el continente. En esa ocasión, la cordillera USARP, la cordillera Bowers y la cordillera ANARE, en el norte de Tierra de Victoria, así como las montañas Horlick fueron fotografiadas desde el aire. En 1955-1956 se lanzó la primera operación Deep Freeze, primero comandada por Byrd para su quinta y última estadía en la Antártida, luego por George Dufek, con la misión de establecer varias bases científicas, incluida la base McMurdo, en la península de Hut Point en la isla de Ross. Durante un vuelo de regreso entre esta última y el mar de Weddell, se descubre y se fotografían las montañas Pensacola. Estas bases deberían utilizarse para organizar el año geofísico internacional en 1957-1958. En esa ocasión, doce naciones acudieron al continente y cooperaron entre sí. La base antártica Scott se completó cerca de la de McMurdo, el 20 de enero de 1957, por los neozelandeses, en vista de la expedición Fuchs-Hillary, que tendrá como objetivo lograr el primer cruce transantártico terrestre y lograr lo que Ernest Shackleton había emprendido cuarenta años antes. Al mes siguiente, escalaron el monte Harmsworth, el punto culminante de la cordillera Worcester a 2765 m de altitud, en estilo alpino en menos de 24 horas, no sin realizar mediciones y observaciones geológicas. Un año después, fueron el monte Longhurst —el pico más alto de la cordillera Cook, de 2846 m de altitud— y el monte Huggins —de 3736 m en la cordillera de la Royal Society,— los que fueron escalados por primera vez, respectivamente, por Harry Ayres y Roy Carlyon y por Bernie Gunn y Richard Brooke. Las otras treinta premières que hicieron estaban destinadas principalmente a realizar reconocimientos topográficos. Equipos neozelandeses de la New Zealand Geological Survey Antarctic Expedition (NZGSAE) exploraron la zona comprendida entre la cordillera Convoy y las cordillera Willett y St Johns, alrededor de la cordillera Clare, en los valles secos de McMurdo, y aprovecharon la oportunidad para nombrar la cordillera Kirkwood; en el suroeste, mapear la cordillera Boomerang y descubrir la cordillera Warren; más al sur, completaron la cartografía de las cordilleras Cook y exploraron las cordillera Reina Elizabeth y Miller. Finalmente, el neozelandés Edmund Hillary, usando motos de nieve y tractores reconvertidos, remontó el glaciar Skelton, entre la cresta Worcester y la cordillera de la Royal Society, y argumentado que ya había acabado sus observaciones científicas, corrió hacia el polo para adelantar a los británicos de Vivian Fuchs, que habían partido del mar de Weddell. El cordal Olympus se mapea en 1958-1959 por la primera expedición a la Antártida de la Universidad Victoria de Wellington. Al mismo tiempo, un equipo del Programa de Investigación Antártica de los Estados Unidos (United States Antarctic Research Program}} (USARP) que partió para explorar las montañas Horlick finalmente descubrió la cordillera Thiel.

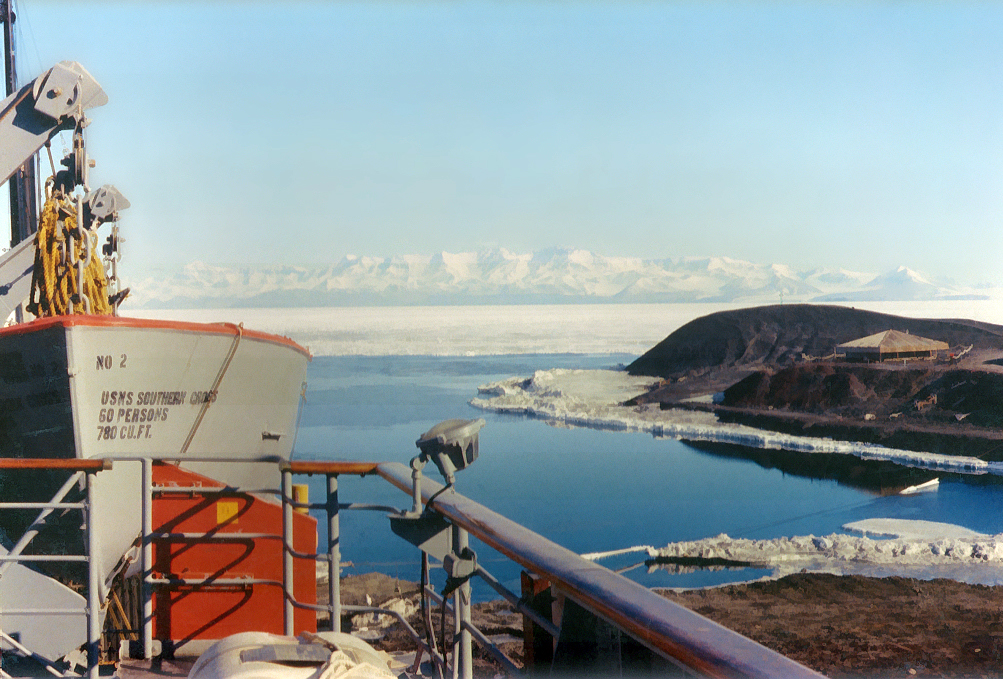
Vista del USNS Southern Cross en la bahía de los Cuarteles de invierno a principios de la década de 1980, con la cabaña Discovery a la derecha y la cordillera Transantártica al fondo.

El Servicio Geológico de los Estados Unidos (USGS) comenzó, entre 1959 y 1967, un trabajo de cartografía completo utilizando telurómetros y fotografías aéreas de la Marina de los Estados Unidos. Envió dos nuevos equipos a la cordillera Thiel entre 1960 y 1962. Después de haber utilizados helicópteros inicialmente solo para las descargas, se utilizaron luego en 1962, por primera vez, para explorar la cadena Transantártica por el equipo del geólogo George Doumani. Sobrevoló la parte aguas arriba del glaciar Scott en busca de las montañas rocosas más australes del continente. En tierra, el equipo utilizaba motos de nieve y ascendió al monte Early (2720 m), al sur de la cordillera Hays. También se hizo depositar en el monte Blackburn (3276 m), en el extremo suroccidental de la meseta California, en la orilla opuesta del glaciar. El USGS a su vez los utilizó en 1962-1963 para explorar la cordillera ANARE. Por su parte, el NZGSAE continuó sus estudios en 1963-1964 en la cordillera ANARE y la cordillera Concord, luego al año siguiente en la cordillera Southern Cross. La USARP y el Programa de Investigación Antártica de Nueva Zelanda (New Zealand Antarctic Research Program, NZARP) llevaron a cabo nuevas expediciones en la cordillera de la Reina Maud hasta la década de 1970.
La «autopista del Polo Sur», una carretera de hielo, conecta desde 2006 la base McMurdo con la base antártica Amundsen-Scott a través del glaciar Leverett en la cordillera de la Reina Maud. Esta porción es la más difícil de mantener debido a la necesidad de taponar las numerosas crevasses y de nivelar el glaciar.

### Desarrollo del alpinismo

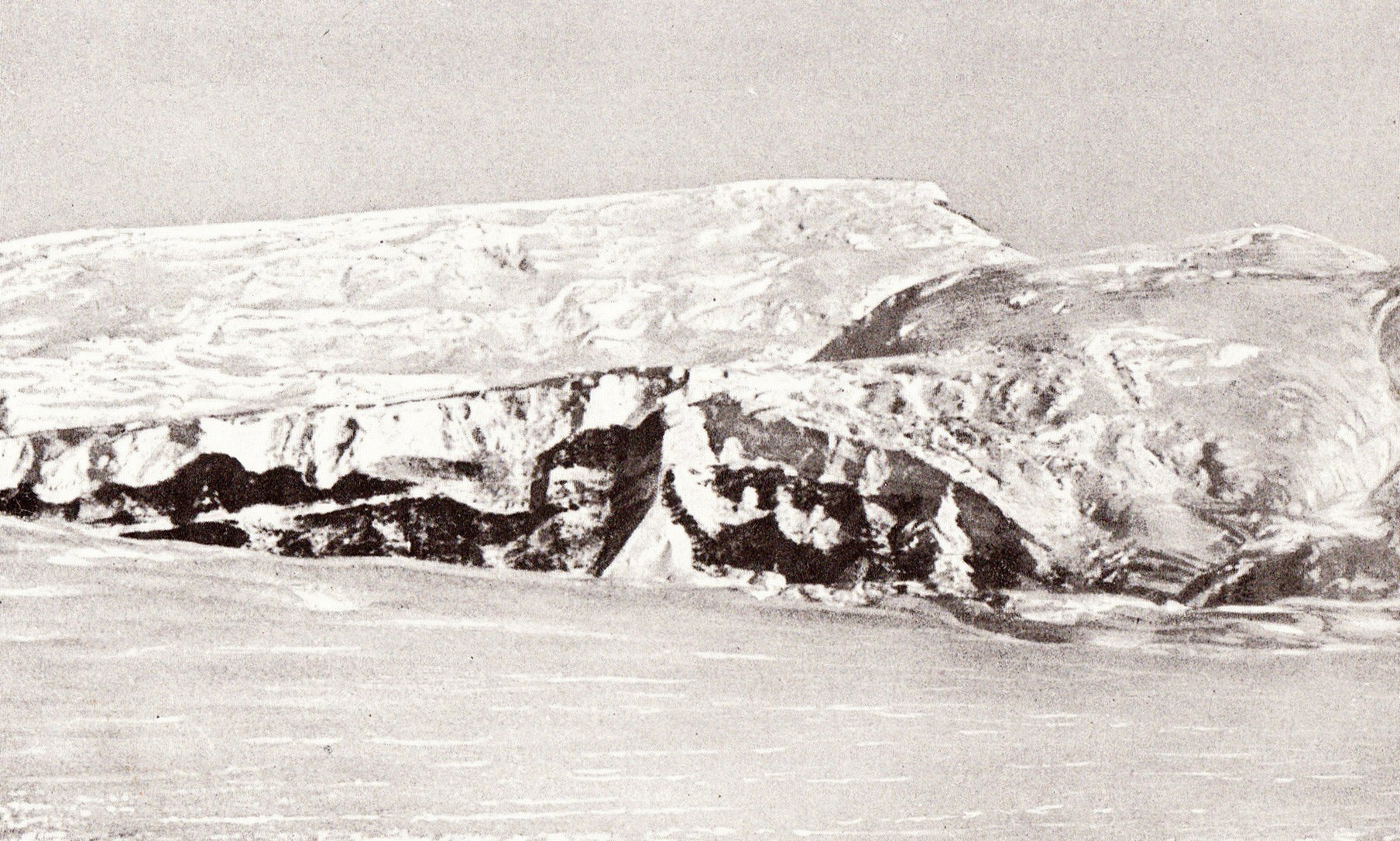
Fotografía de Roald Amundsen en 1911 del monte Fridtjof Nansen, la primera cima de más de 4000 m ascendida en la cadena en 1962.

El auge del alpinismo en el continente comenzó realmente en 1962 con la ascensión que hicieron Vic R. McGregor, Peter M. Otway, Kevin P. Pain y Wally W. Herbert del monte Fridtjof Nansen, en la cordillera Herbert, el 4000 más austral y el primero en ser escalado en el continente; en unas pocas semanas se ascendieron una docena de cumbres de la cordillera de la Reina Maud de unos 3000 m de altitud, incluido el monte Usher que domina la cordillera Barton con 3648 m y el monte Mills que domina la cordillera Dominion con 2954 m, todas realizadas por la vertiente sur de la meseta antártica que ofrece un ligero desnivel. Unos meses más tarde, en diciembre, Bernie Gunn realizó el primer ascenso del monte Lister, el punto más alto de la cordillera de la Royal Society, a 4025 m. En 1967, Edmund Hillary y su equipo hicieron el primer ascenso del imponente Monte Herschel, a 3335 m en la cordillera del Almirantazgo, por su arista norte, después de ser dejados en helicóptero en el cabo Hallett y de haber utilizado motos de nieve para el acercamiento al pie de la montaña. Sin embargo, por temor a una creciente demanda de apoyo logístico, los gobiernos imposibilitan el ascenso de expediciones privadas en sus reinvindicaciones territoriales o en las zonas de intervención próximas a sus bases, posición oficial que permanece entre las autoridades estadounidenses y neozeelandesas.

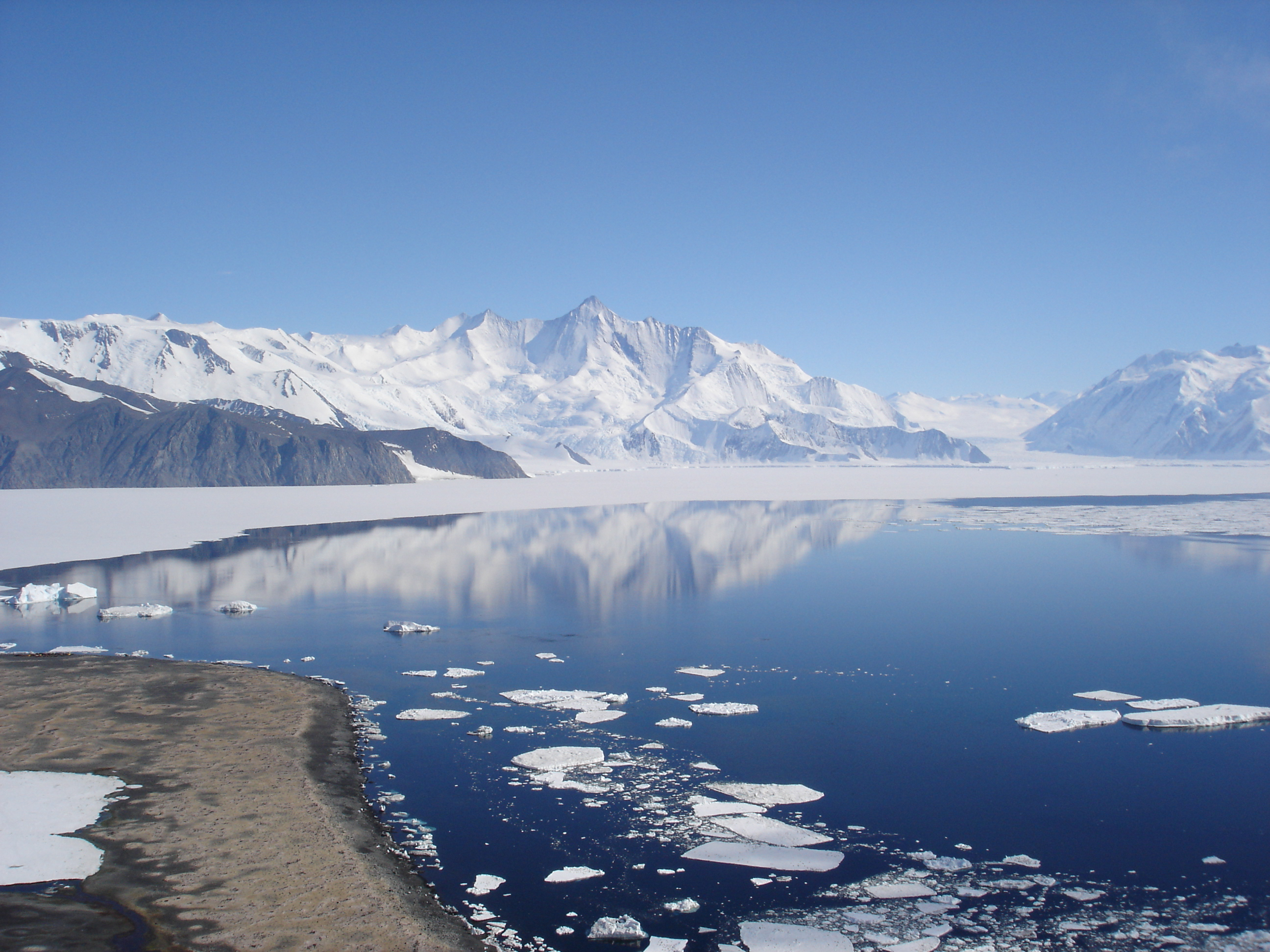
Imagen del monte Herschel en la chaîne del Almirantazgo, desde el cabo Hallett

En 1976-1977, afamados alpinistas como Walter Bonatti, miembro del Programa Antártico Italiano, y el neozelandés Gary Ball hicieron los ascensos del Rucker(3816 m), Hooker (3800 m) y Giulia (3650 m), así como la segunda ascensión del monte Lister, en la cordillera de la Royal Society. Edmund Stump coronó el pico Grizzly (aproximadamente 2200 m) y el Espectro de los picos Organ Pipe (2020 m) con su hermano Mugs en diciembre de 1980, y luego el monte Zanuck (2526 m) con Paul Fitzgerald en 1987, todos ubicados en la cordillera Gótica; también hizo las premières del monte Markham (4351 m) en la cordillera de la Reina Elizabeth, con David Edgerton y Russell Korsch, en 1985 y del monte McClintock (3492 m), el punto más alto de la cordillera Britannia. Paul Fitzgerald fue probablemente el autor de premières más prolífico de la cordillera Transantártica. El monte Adam, segundo 4000 de la cadena del Almirantazgo, fue escalado en 1981 por Bill Atkinson y Walt Fowlie, con pasajes cotés 6a+. En 1988, un equipo privado australiano dirigido por Greg Mortimer obtuvo una autorización excepcional para viajar a la cordillera Transantártica con el único propósito de escalar el monte Minto, el punto más alto de la cordillera del Almirantazgo a 4163 m de altitud. Llegaron allí el 18 de febrero por la arista sur pero tuvieron que depender de un helicóptero de Greenpeace para poder regresar al mar oportunamente debido a los diversos contratiempos sufridos y a la llegada de labanquisa.

## Actividades

### Acceso y alpinismo

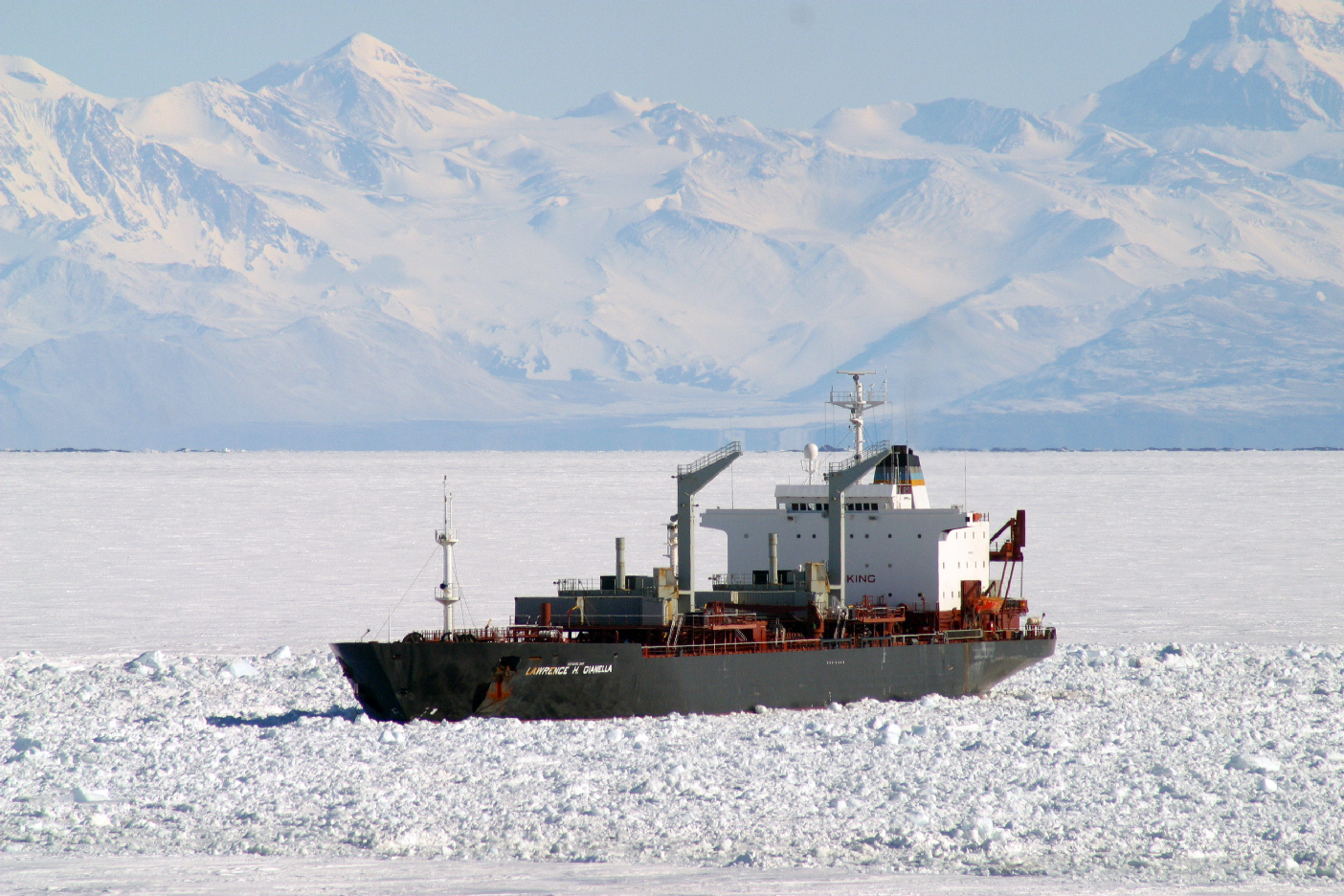
Vista del barco cisterna Lawrence H. Gianella, cargado con los suministros a las bases McMurdo y Scott, en el estrecho de McMurdo, con la cordillera Transantártica al fondo

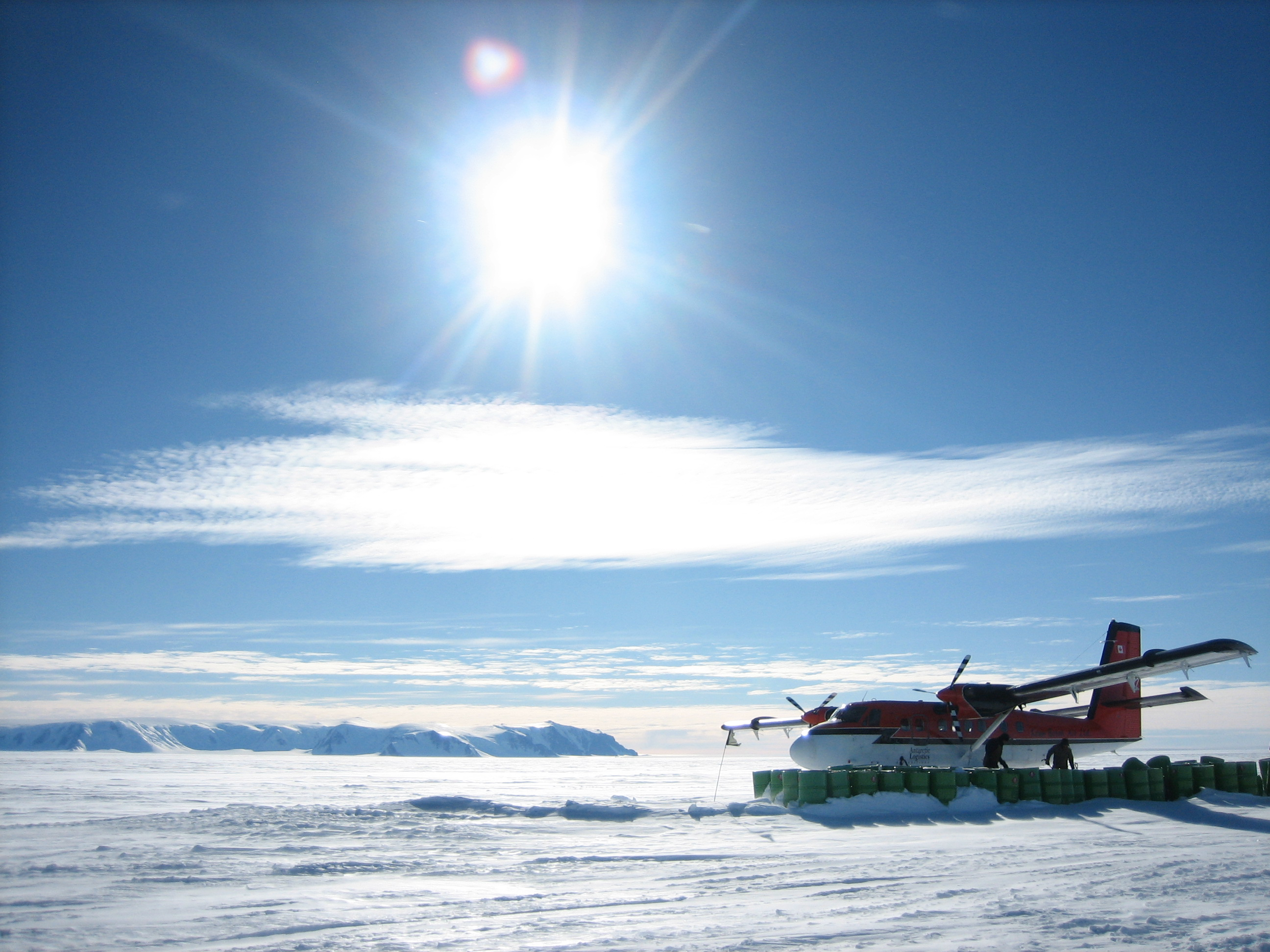
Vista del depósito de combustible de la cordillera Thiel

Las posibilidades de acceso a la cadena Transantártica para fines privados son muy limitadas. Por vía marítima, es posible desembarcar y reembarcar una expedición en helicóptero, cuyo transporte requiere, sin embargo, un buque lo suficientemente grande y, en general, con la presencia de otros pasajeros con intereses y agendas a menudo incompatibles. Desde este punto de vista, un yate ofrece más flexibilidad pero las posibilidades de atraque son limitadas y, dependiendo del objetivo marcado, pueden alargar la duración de la expedición y aumentar la cantidad de provisiones necesarias. Además, los que permanezcan a bordo estarán sometidos al aislamiento y deben permanecer vigilantes con respecto a los icebergs. En todos los casos, el viaje desde Nueva Zelanda o Australia hasta el mar de Ross sigue siendo largo y costoso, lo que obliga a reducir el tiempo de la expedición. Además, la banquisa generalmente hace que las aguas solo sean navegables desde finales de diciembre hasta mediados de febrero, lo que deja una ventana demasiado corta para una expedición al interior. El acceso a las bases científicas de McMurdo y Scott nunca se ha concedido a expediciones privadas.
Desde 1967, el Programa Antártico de los Estados Unidos ha prohibido en general el uso de sus pistas de aterrizaje. Un vuelo a la parte austral de la cadena Transantártica no es posible sin reabastecimiento de combustible para un avión privado y requiere la organización previa de depósitos de combustible en tierra, lo que hace que la preparación sea compleja y costosa; la forma más fácil sería atravesar el polo sur. De hecho, a partir de ahí, una de las posibles soluciones sería aprovechar los vientos favorables para viajar en un snowkite, ir hacia las montañas y finalmente redescender hacia la barrera de Ross. Por contra, por vía aérea, la solución más eficaz sigue siendo el uso de los helicópteros de la base privada de Patriot Hills, en las montañas Ellsworth, que permiten llegar a la cordillera de la Reina Maud.
Las cumbres de la cadena Transantártica son generalmente menos rocosas y menos empinadas que las cumbres del macizo Sentinel; son de interés principalmente para el esquí de montaña. El monte Elizabeth, el segundo pico más alto de la cadena, todavía está virgen. En términos más generales, las vías que potencialmente quedan por abrir son innumerables.

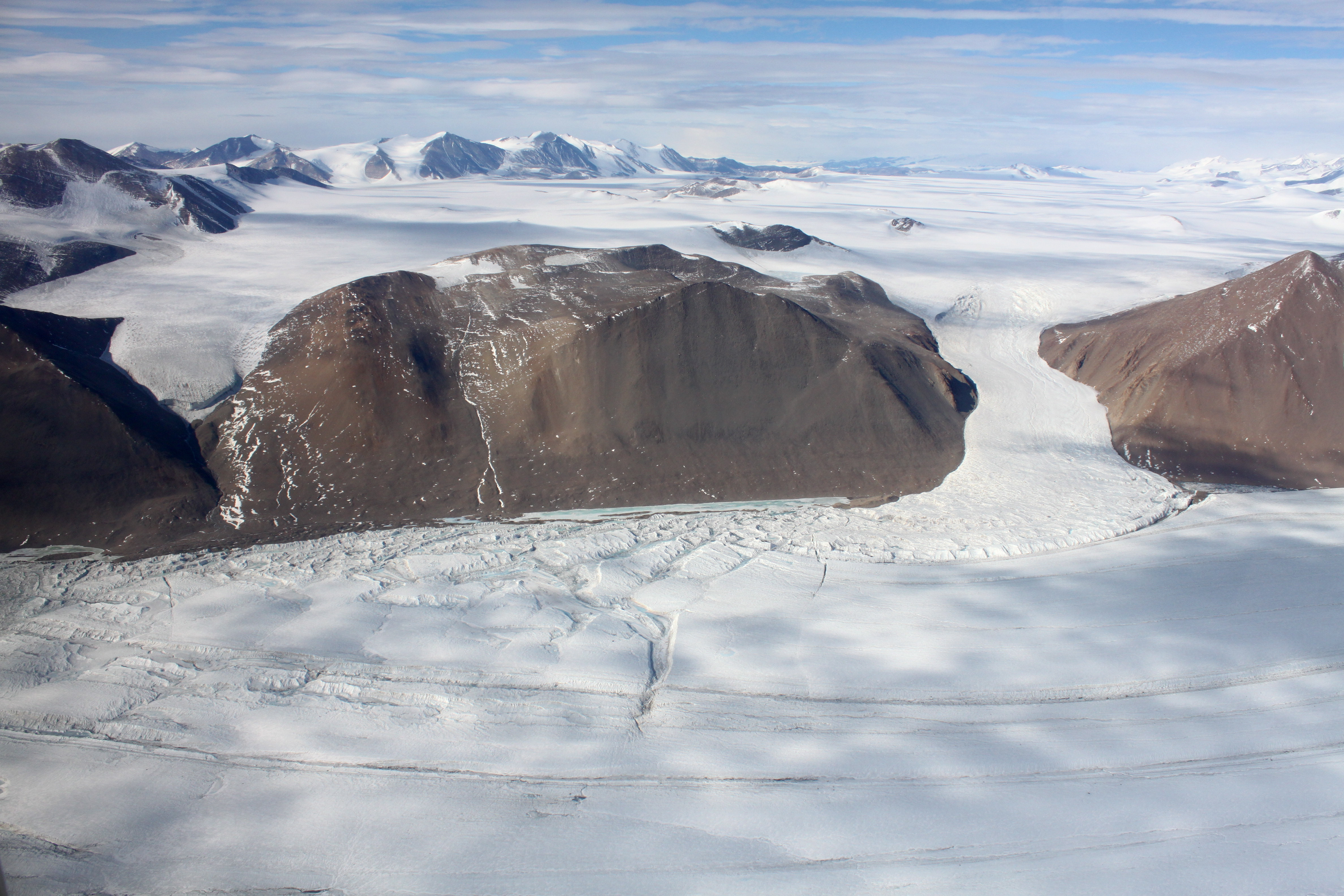
Vista del glaciar Overflow que desciende de la cordillera de la Royal Society y confluencia con el glaciar Ferrar

### Protección del medio ambiente

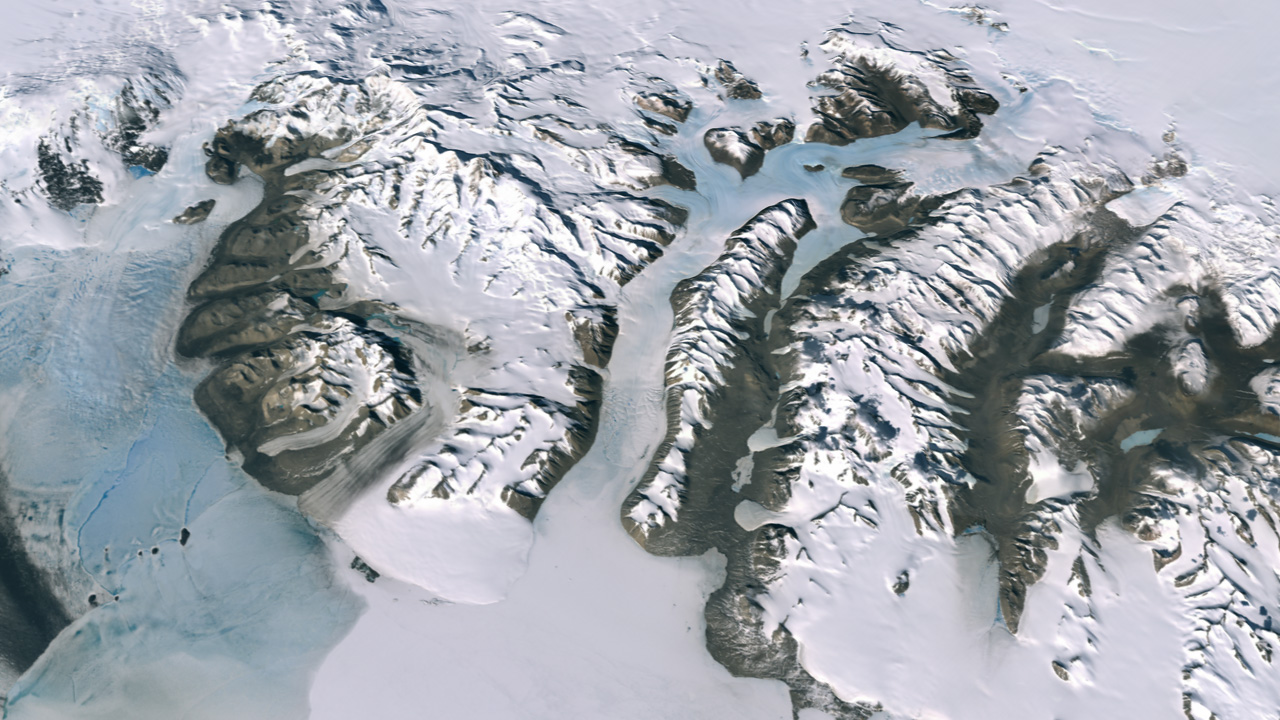
Vista aérea del glaciar Ferrar (centro), con la cordillera de la Royal Society (izquierda) y los valles secos de McMurdo (derecha).

En la cordillera Transantártica se ha establecido una zona administrada especial (ZAEA), conocida como «Valles secos de McMurdo, Tierra de Victoria del Sur». Se caracteriza por ser el área sin hielo más grande de la Antártida, con aproximadamente un treinta por ciento de su superficie libre de nieve y de hielo. Tiene un importante valor científico y biológico, con hielos que contienen el testimonio del clima pasado, mientras que el clima actual es similar al de la Tierra bola de nieve y de la y Marte. Contiene microhábitats y comunidades biológicas raros, así como propiedades geológicas y minerales características. Es un ambiente cuasi virgen, globalmente no perturbado ni contaminado por la presencia humana. El paisaje, formado por altas cordilleras y amplios valles, con contrastes entre terrenos sin hielo y otros cubiertos de glaciares, presenta un alto valor estético. Las actividades que se llevan a cabo en el área incluyen la investigación científica, como operaciones en relación con los medios, el arte y la educación. La zona está abierta a los turistas. Se ha establecido un sitio de investigación ecológica a largo plazo en el valle de Taylor.
La cadena también cuenta con diecinueve zonas antárticas especialmente protegidas terrestres (ZAEP), diez de las cuales se encuentran en el archipiélago de Ross. También hay delimitados veintitrés Sitios y Monumentos Históricos de la Antártida (SMHA), siendo los más destacados:
- el «cabo Adare, costa de Borchgrevink», que incluye el SMHA de las cabañas históricas de Carsten Borchgrevink, así como la misión norte de Scott y sus alrededores,[STA 2] administrados por Nueva Zelanda y el Reino Unido;[STA 3]

- el «cabo Hallett, Tierra de Victoria del Norte, mar de Ross»;[STA 4]

- la «punta Edmonson, bahía Wood, mar de Ross»;[STA 5]

- la «Botany Bay, cabo Geology, Tierra de Victoria Land», que incluye el SMHA de la casa de Granito,[STA 6] administrado por Nueva Zelanda y el Reino Unido;[STA 3]
- los «valles de Barwick y de Balham, tierra de Victoria del sur»;[STA 7]

- la «terraza de Linneo, cordillera Asgard, Tierra de Victoria»;[STA 8]

- el «glaciar Canadá, lago Fryxell, valle de Taylor, tierra de Victoria»;[STA 9]

- la «parte inferior del glaciar Taylor y las cataratas Blood del calle de Taylor, en los valles secos de McMurdo en tierra de Victoria»;[STA 10]

- la «isla Beaufort, estrecho de McMurdo, mar de Ross»;[STA 11]

- el «valle New College, playa Caughley, cabo Bird, isla de Ross»;[STA 12] la «bahía Lewis]], monte Erebus, isla de Ross»;[STA 13] les «zonas geotérmicas de gran altitud de la región del mar de Ross»;[STA 14] el «cabo Royds, isla de Ross»;[STA 15] la «bahía Backdoor, cabo Royds, isla de Ross», que incluye el SMHA de la cabaña histórica de sir Ernest Shackleton y sus alrededores,[STA 16] gestionado por Nueva Zelanda y el Reino Unido;[STA 3]

- el «cabo Evans, isla de Ross», que incluye los SMHA de la cabaña histórica Terra Nova del capitán Robert Falcon Scott y de sus alrededores y de la cruz sobre la colina Wind Vane,[STA 17] administrado tanto por Nueva Zelanda como el Reino Unido;[STA 3]

- el «cabo Crozier, isla de Ross», que incluye los SMHA del panel de mensajes histórico de la Expedición Discovery y el igloo de piedra deWilson,[F-M. 16][STA 18] ambos administrados por Nueva Zelanda y el Reino Unido;[STA 3]

- «Alturas Arrival, península de Hut Point, isla de Ross»;[STA 19]

- la «punta Hut, isla de Ross», que incluye el SMHA del cabaña Discovery del capitán Robert Falcon Scott,[STA 20] gestionado por Nueva Zelanda y el Reino Unido;[STA 3]

- «valle Davis y estanque Forlidas, macizo Dufek, montañas Pensacola».[STA 21]

Varias de estas ZAEP son notables lugares de reproducción del pingüino Adelia (cabo Adare, cabo Hallett, valle New College, cabo Royds, cabo Crozier) y del pingüino emperador (isla de Beaufort, cabo Crozier).
Los otros SMHA de la cordillera son: la cabaña Lillie Marleen, en la cadena Concord, gestionada por Alemania; la caché de mensajes antárticos en las islas Possession, gestionada por Nueva Zelanda y Noruega; la tumba de Nikolai Hansen en el cabo Adare, por Nueva Zelanda y Reino Unido; el caché de mensajes de Scott en la isla Coulman, por estos mismos dos países; el glaciero de la isla Inexpressible, por Nueva Zelanda, Italia y el Reino Unido; el depósito de víveres de la morrena Porte de l'Enfer, en la misma isla, por Nueva Zelanda y Reino Unido; el Campo E y el campo cumbre de la Expedición Terra Nova en el monte Erebus, ambos administrados por el Reino Unido, Nueva Zelanda y los Estados Unidos; la cruz en esa misma cumbre, gestionada por Nueva Zelanda; la placa conmemorativa de la central nuclear PM-3A y el monumento a Richard E. Byrd en la base McMurdo, administrados por Estados Unidos; la cabaña A en la base Scott, administrada por Nueva Zelanda; la cruz de Observation Hill, por Nueva Zelanda y Reino Unido; la cruz de George Vince en la península de Hut Point, por estos mismos dos países; y el cairn de Roald Amundsen en la cordillera de la Reina Maud, por Noruega.

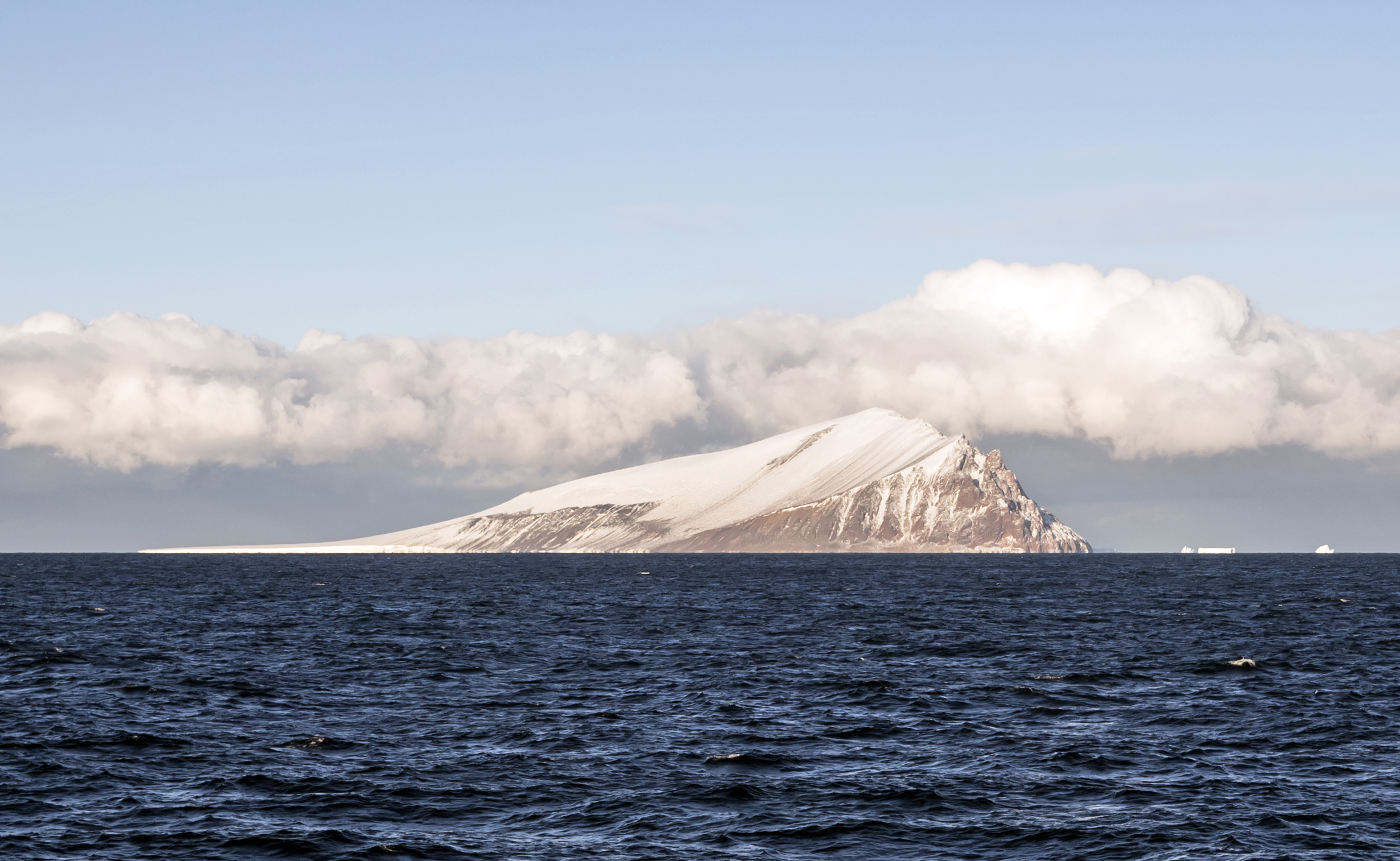
Vista de la isla Beaufort (ZSPA).
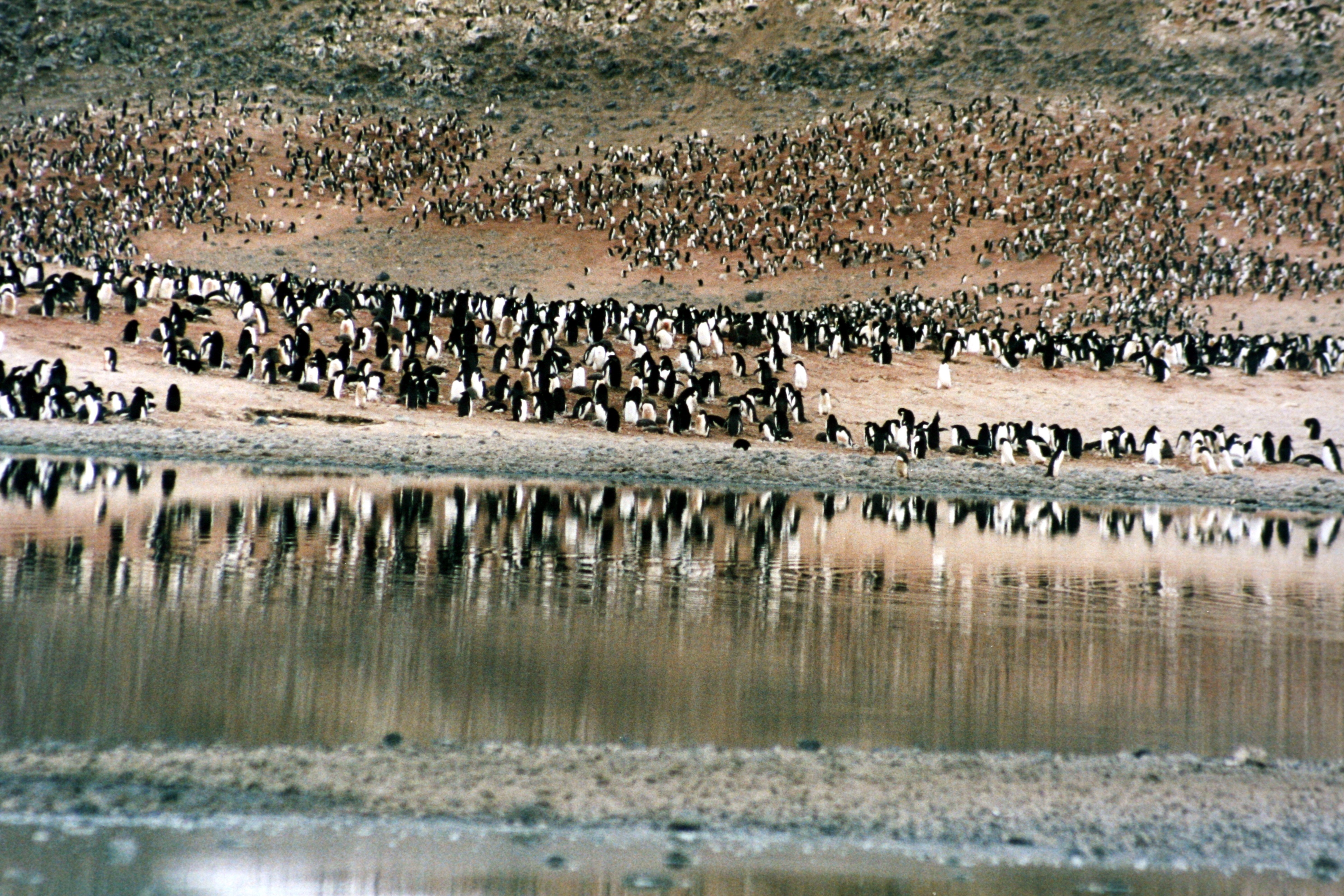
VVista de una zona de reproducción del pingüino Adelia en cabo Adare (ZSPA).
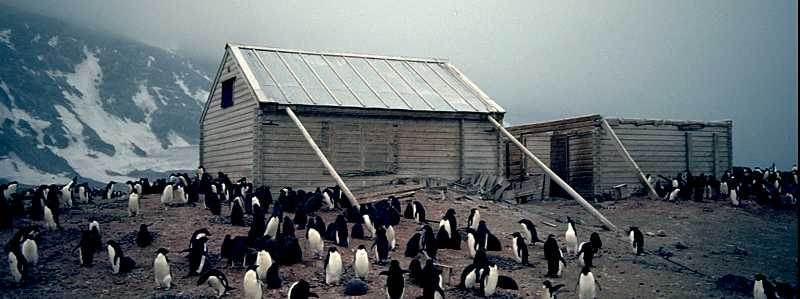
Vista de la cabaña Borchgrevink en el cabo Adare (SMHA) y colonia de pingüinos Adelia.
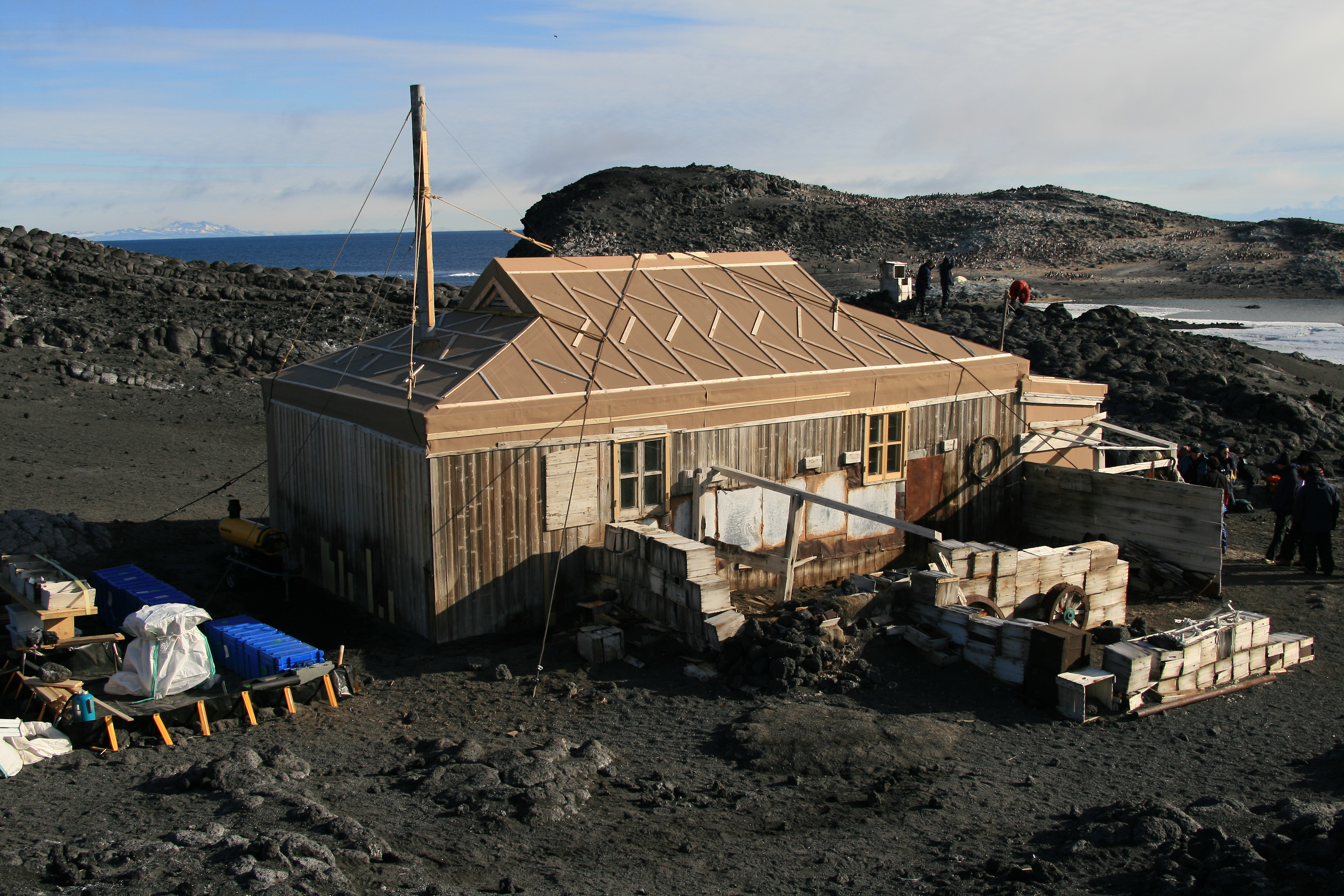
Vista de la cabaña de Ernest Shackleton en cabo Royds (SMHA).
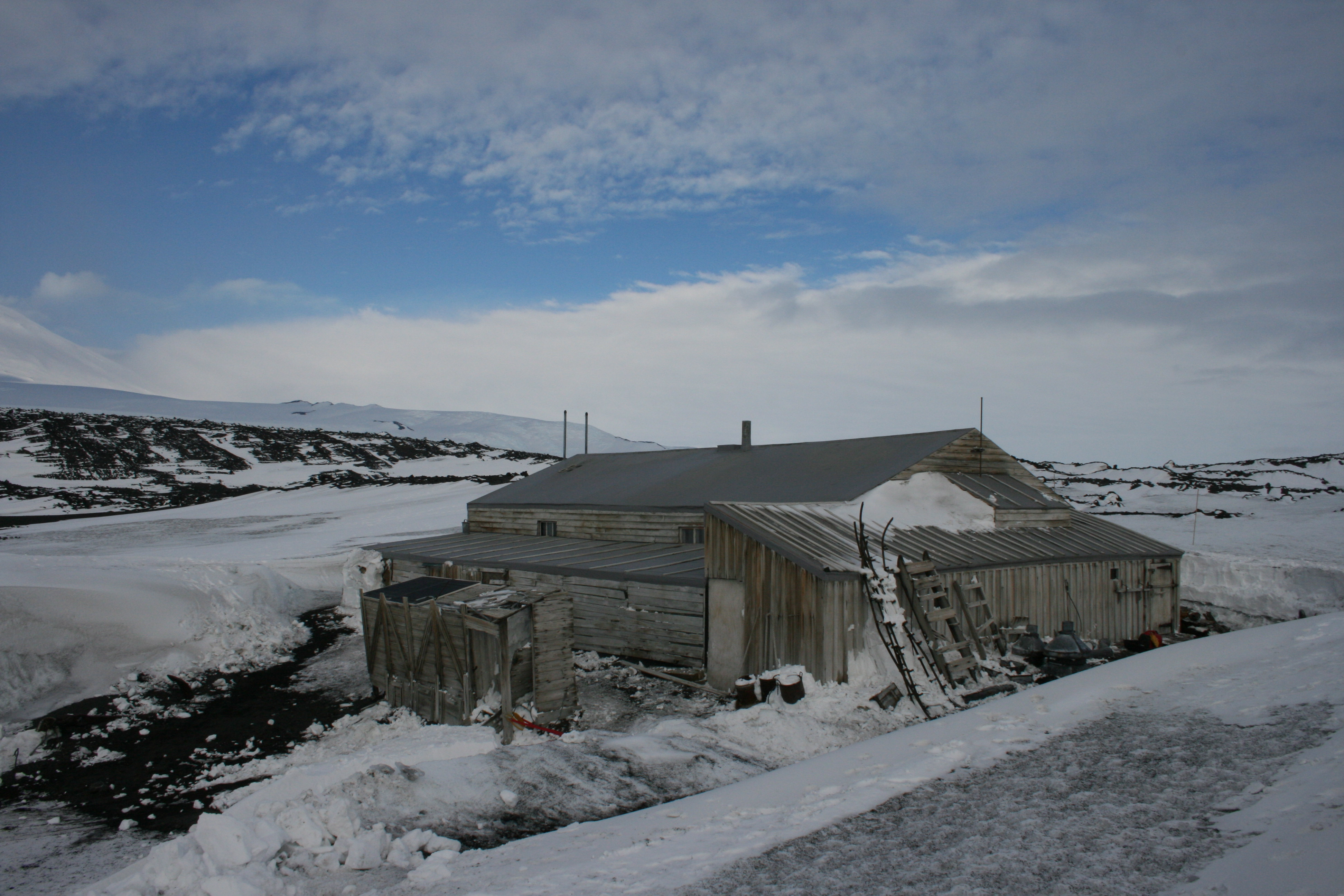
Vista de la cabaña Terra Nova en el cabo Evans (SMHA).
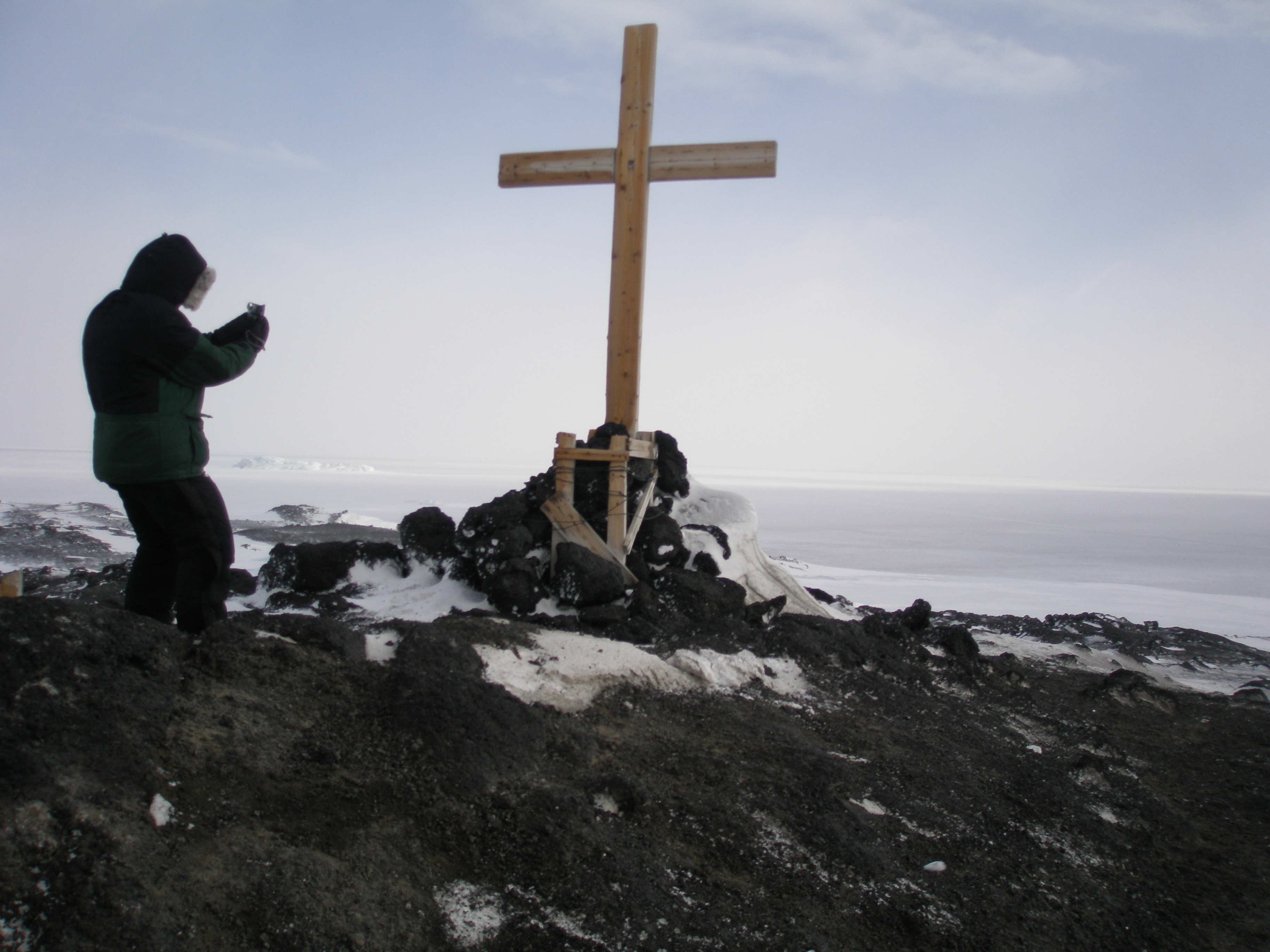
Vista e la cruz en colline Wind Vane au cabo Evans (SMHA).
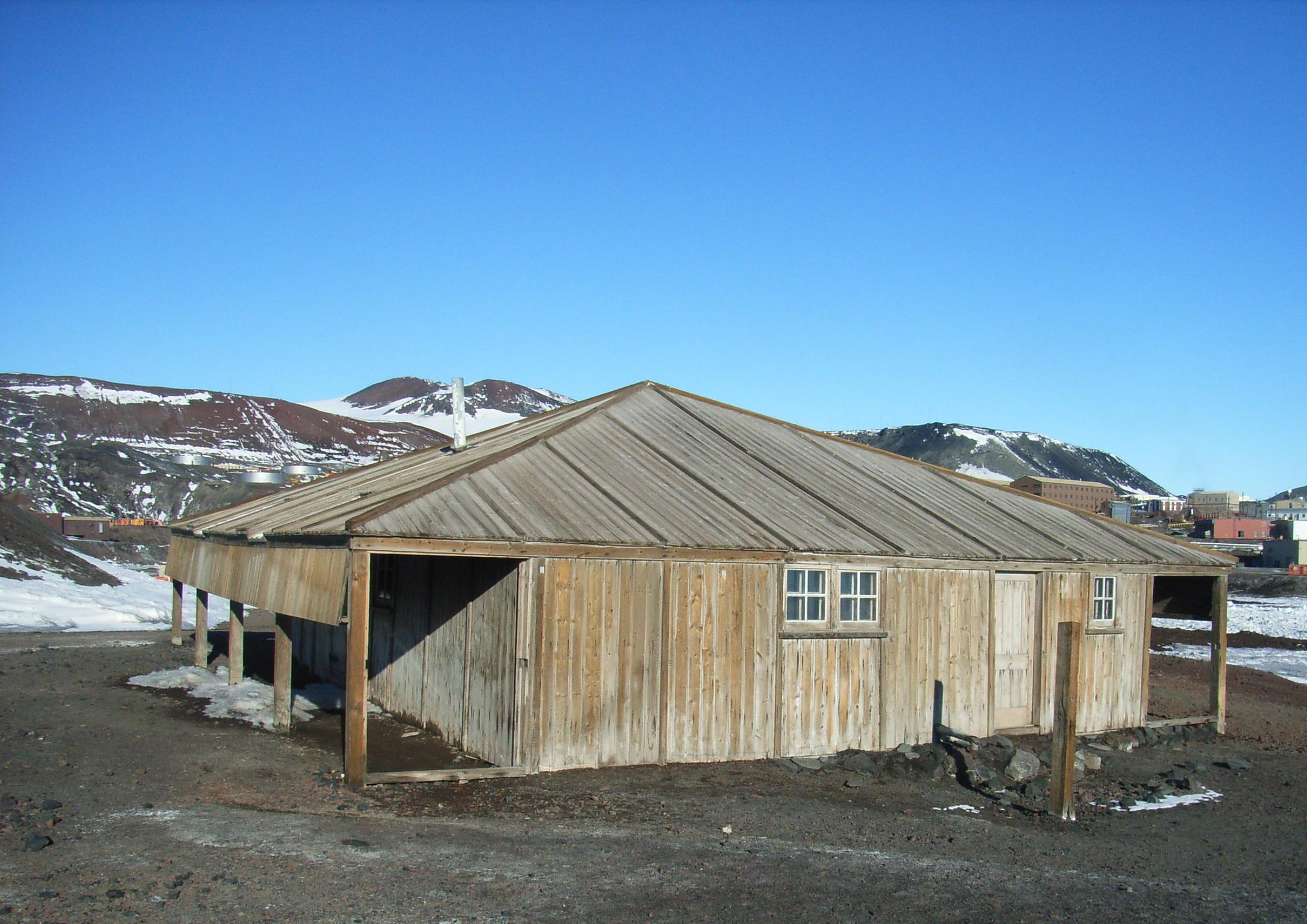
Vista de la cabaña Discovery de Robert Falcon Scott en la punta Hut (SMHA).
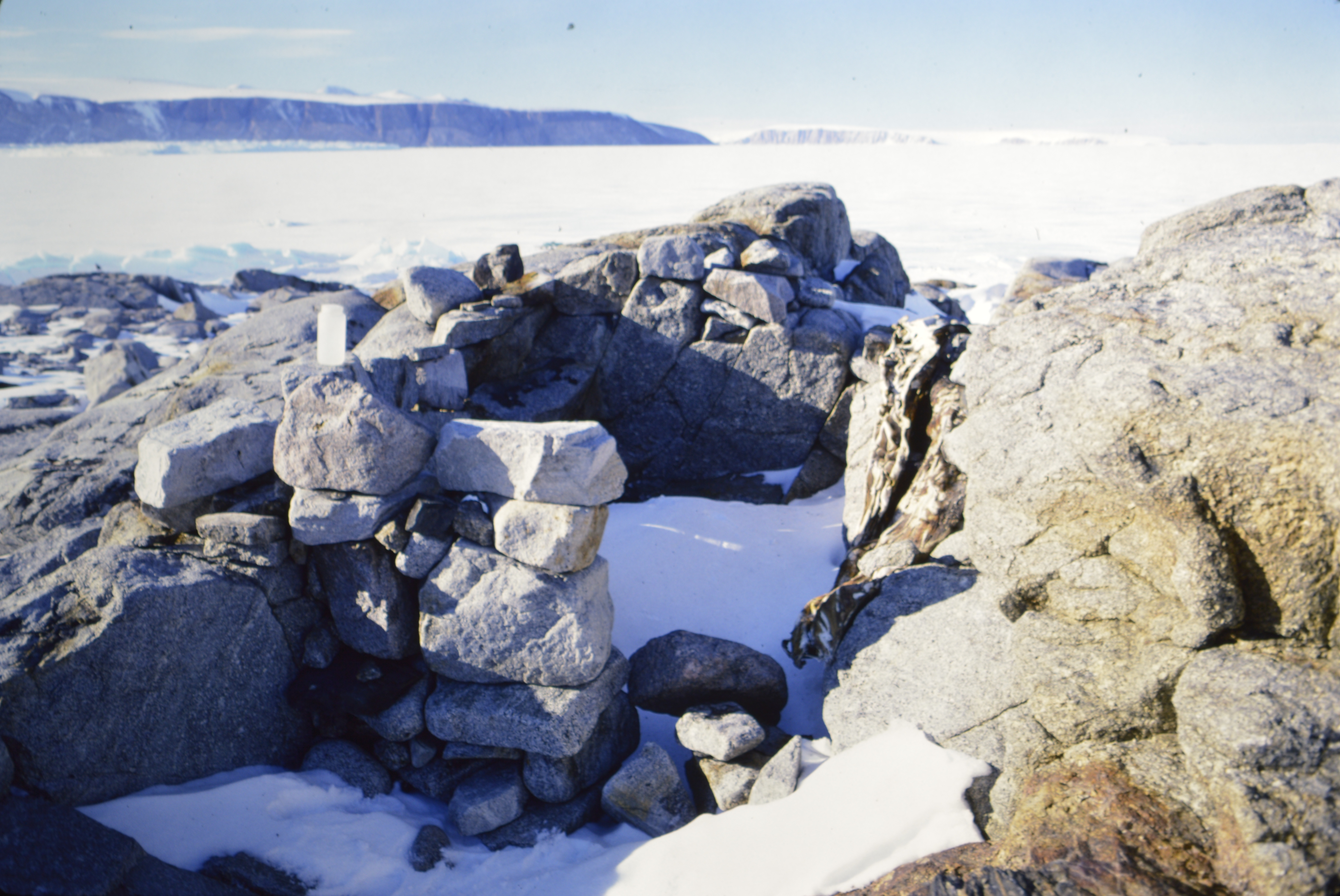
Vista de la casa de Granito en la bahía Botany (SMHA).
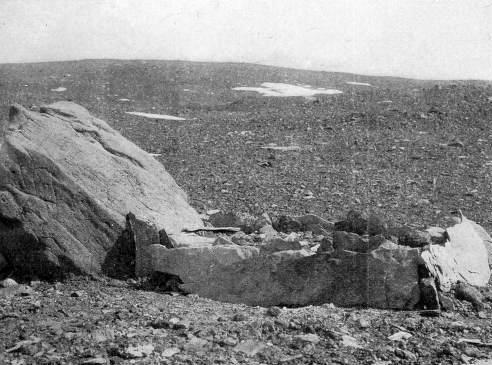
Vista de la tumba de Nikolai Hansen en el cabo Adare (SMHA).
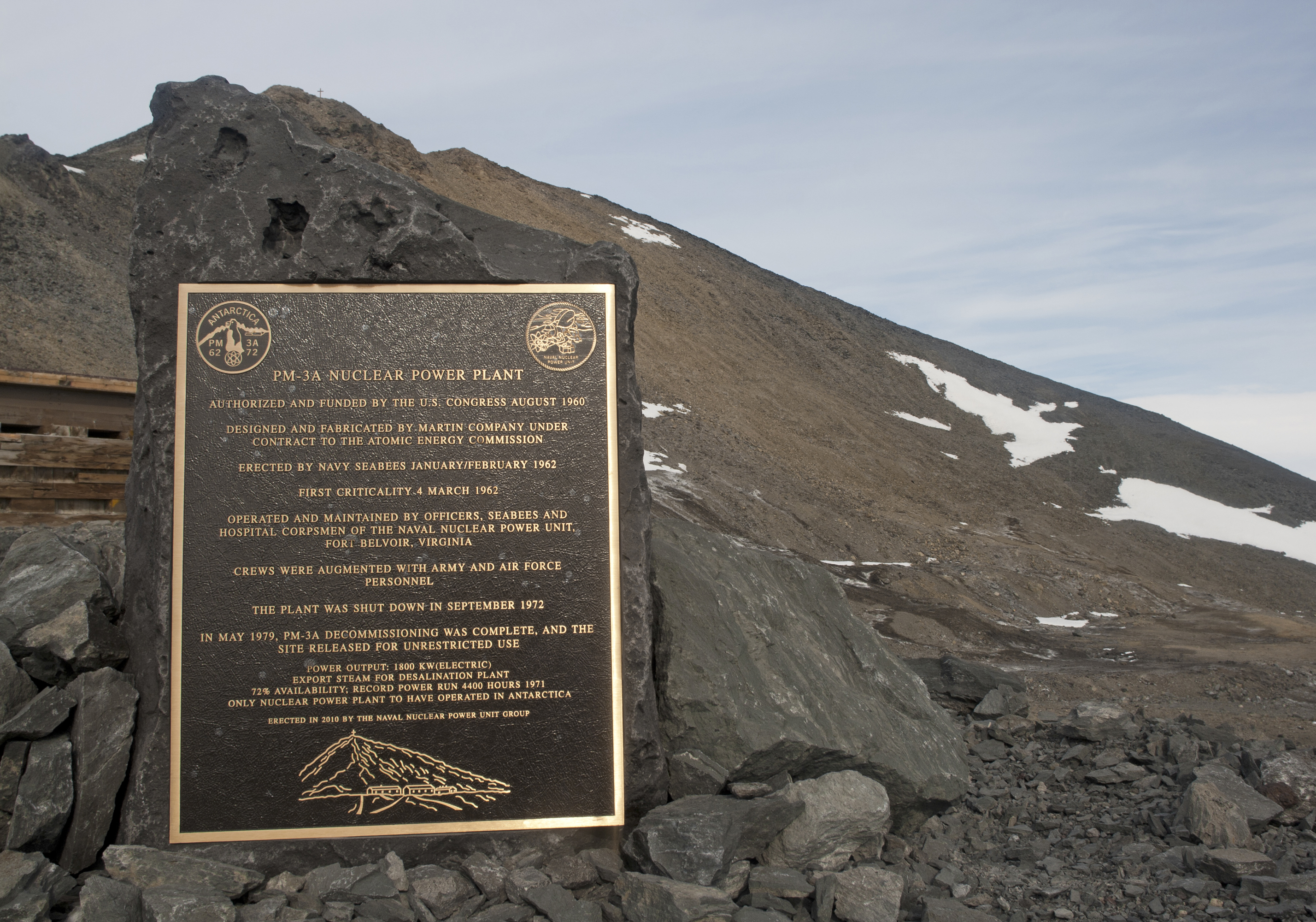
Vista de la placa conmemorativa de la central nuclear PM-3A en la base McMurdo (SMHA).
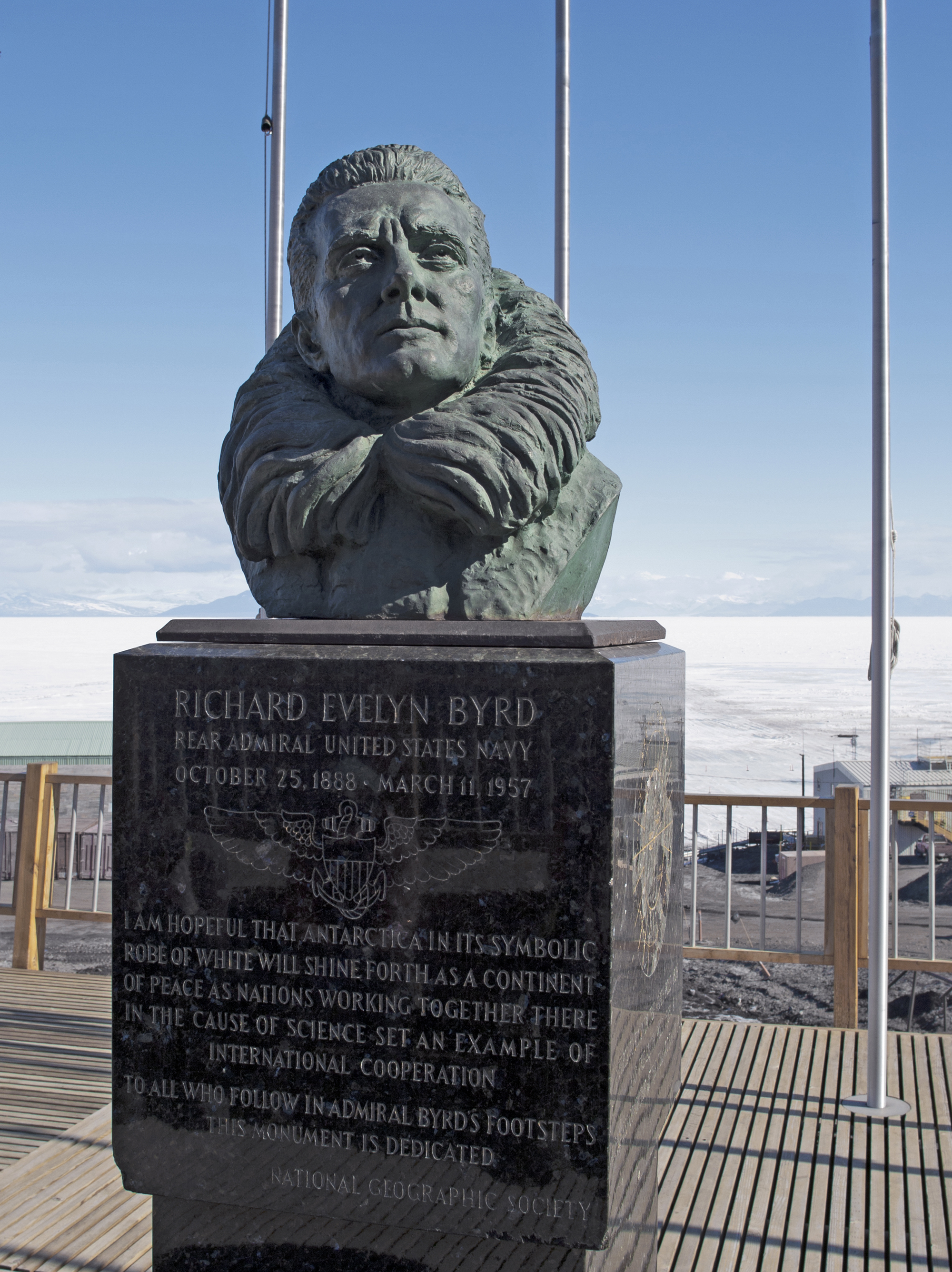
Vista del monumento a Richard E. Byrd en la base McMurdo (SMHA).
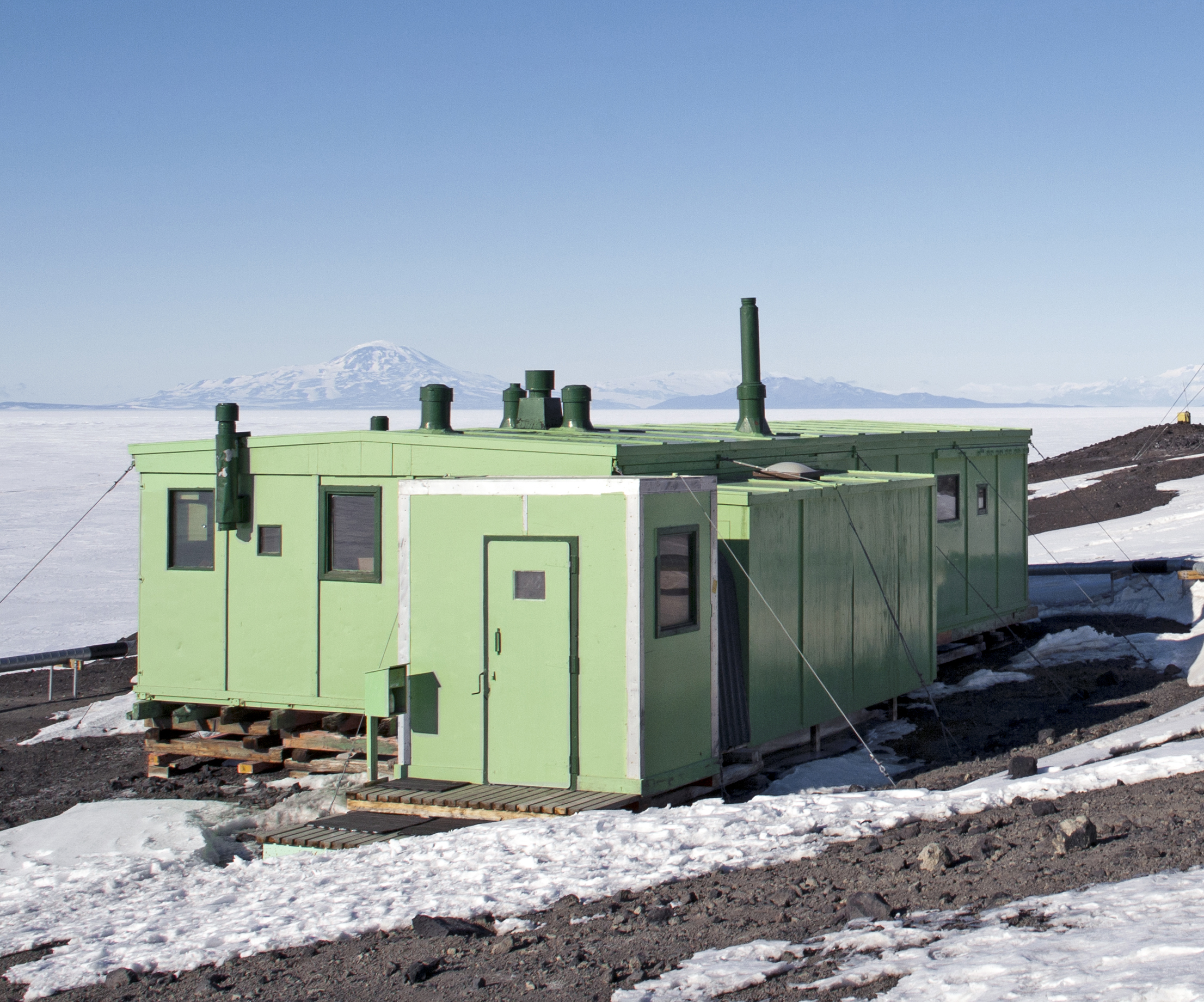
Vista de la cabaña A en la base Scott (SMHA) con el monte Discovery al fondo.
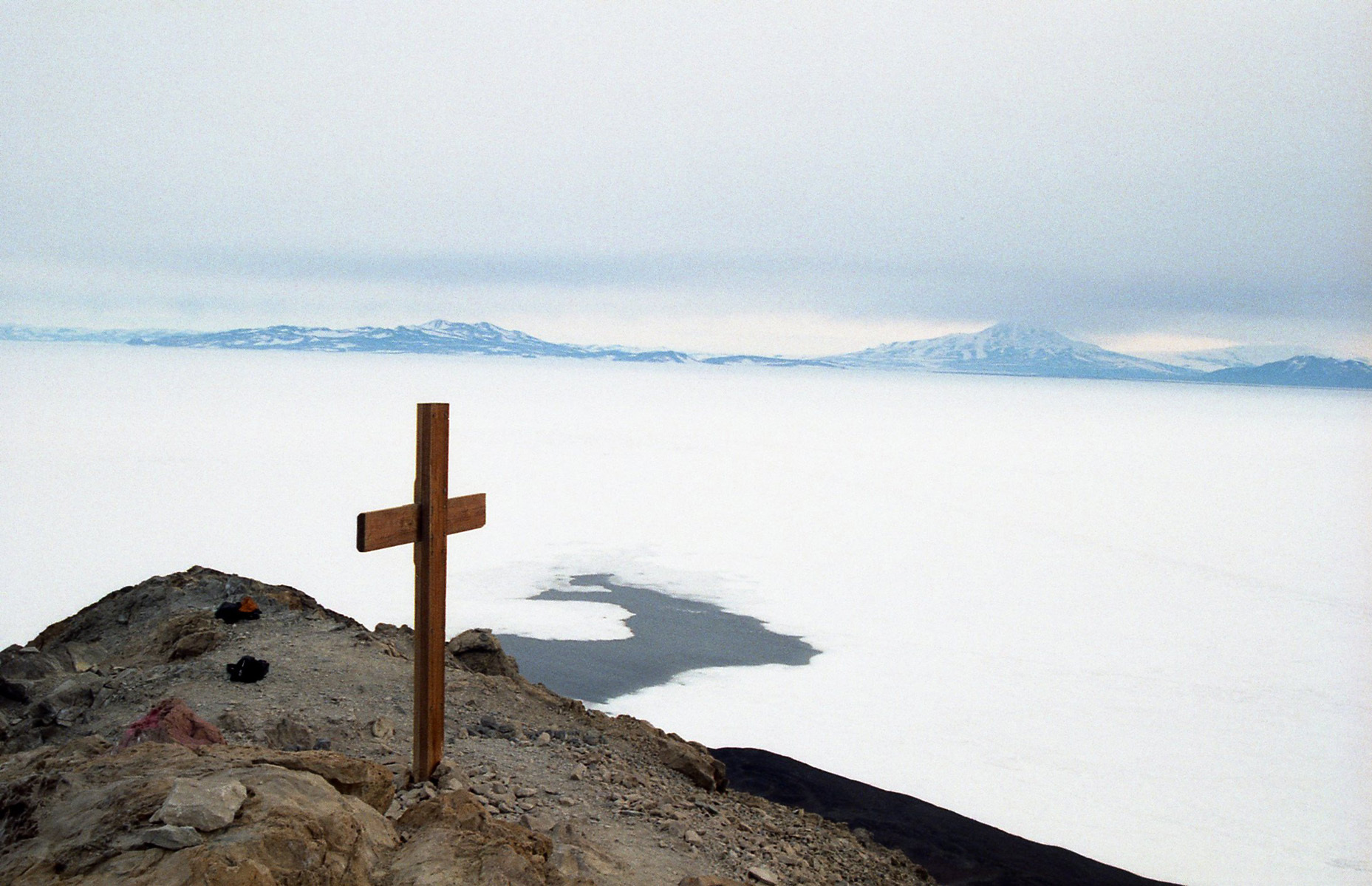
Vista de la cruz de Observation Hill (SMHA).
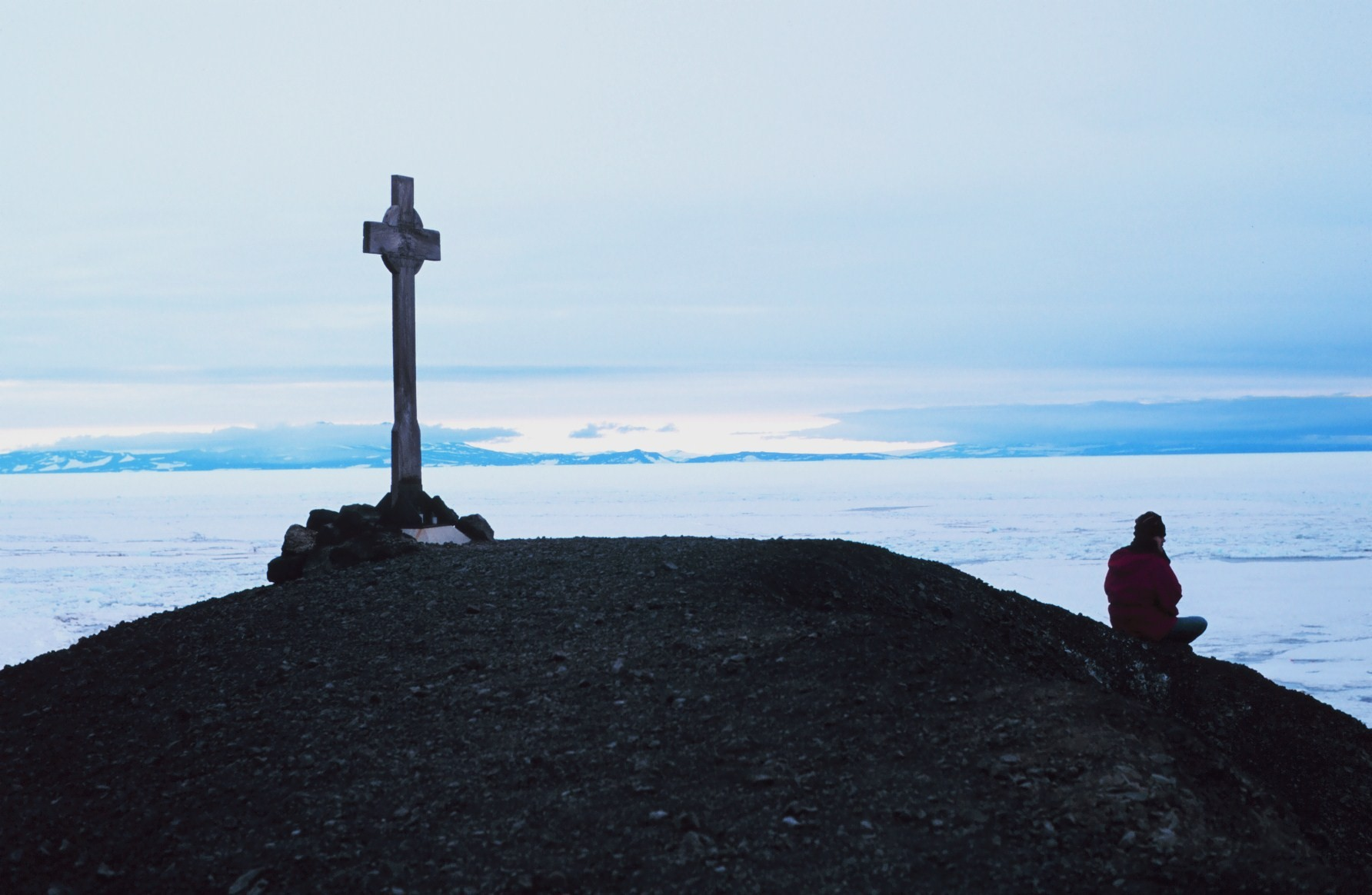
Vista de la cruz de George Vince en la punta Hut (SMHA).